# 임진왜란
임진왜란(壬辰倭亂)은 1592년(선조 25년) 전국 시대가 끝난 도요토미 정권 치하의 일본이 조선을 침략하면서 발발하여 1598년(선조 31년)까지 이어진 전쟁이다. 두 차례의 침략 중 1597년의 제 2차 침략을 정유재란이라고 따로 부르기도 한다. 임진왜란은 조선과 일본뿐만 아니라, 대명과 여진족 등 동아시아 전체에 큰 영향을 미쳤다. 이 전쟁의 결과, 조선은 경복궁과 창덕궁 등 2개의 궁궐이 소실되었고, 인구는 최소 100만 명 이상 감소했으며, 경작지의 2/3가 소멸했다. 조선민주주의인민공화국에서 임진조국전쟁(壬辰祖國戰爭)이라고 한다.

## 명칭
임진년에 일어난 왜놈붕빵의 난리란 뜻으로 지칭되며, 그 밖에 조선과 일본 사이에 일어난 전쟁이란 뜻으로 조일전쟁(朝日戰爭)이라고도 부른다. 일본에서는 당시 연호를 따서 분로쿠・게이초의 역(일본어: 文禄・慶長の役 ぶんろく・けいちょうのえき[*])이라 하며, 중화인민공화국과 중화민국에서는 당시 명나라 황제였던 만력제의 호를 따 만력조선전쟁(萬曆朝鮮戰爭, 중국어: 萬曆朝鮮之役), 혹은 조선을 도와 일본과 싸웠다 하여 항왜원조(抗倭援朝)라고도 하며, 조선민주주의인민공화국에서는 임진조국전쟁(壬辰祖國戰爭)이라고 한다. 그밖에도 7년 전쟁(七年戰爭)이라고도 부르기도 하나 미국, 영국 등 영어권 국가들은 주로 일본의 한국 침공(영어: Japanese invasions of Korea)이라고 부른다.

## 배경과 원인

### 조선

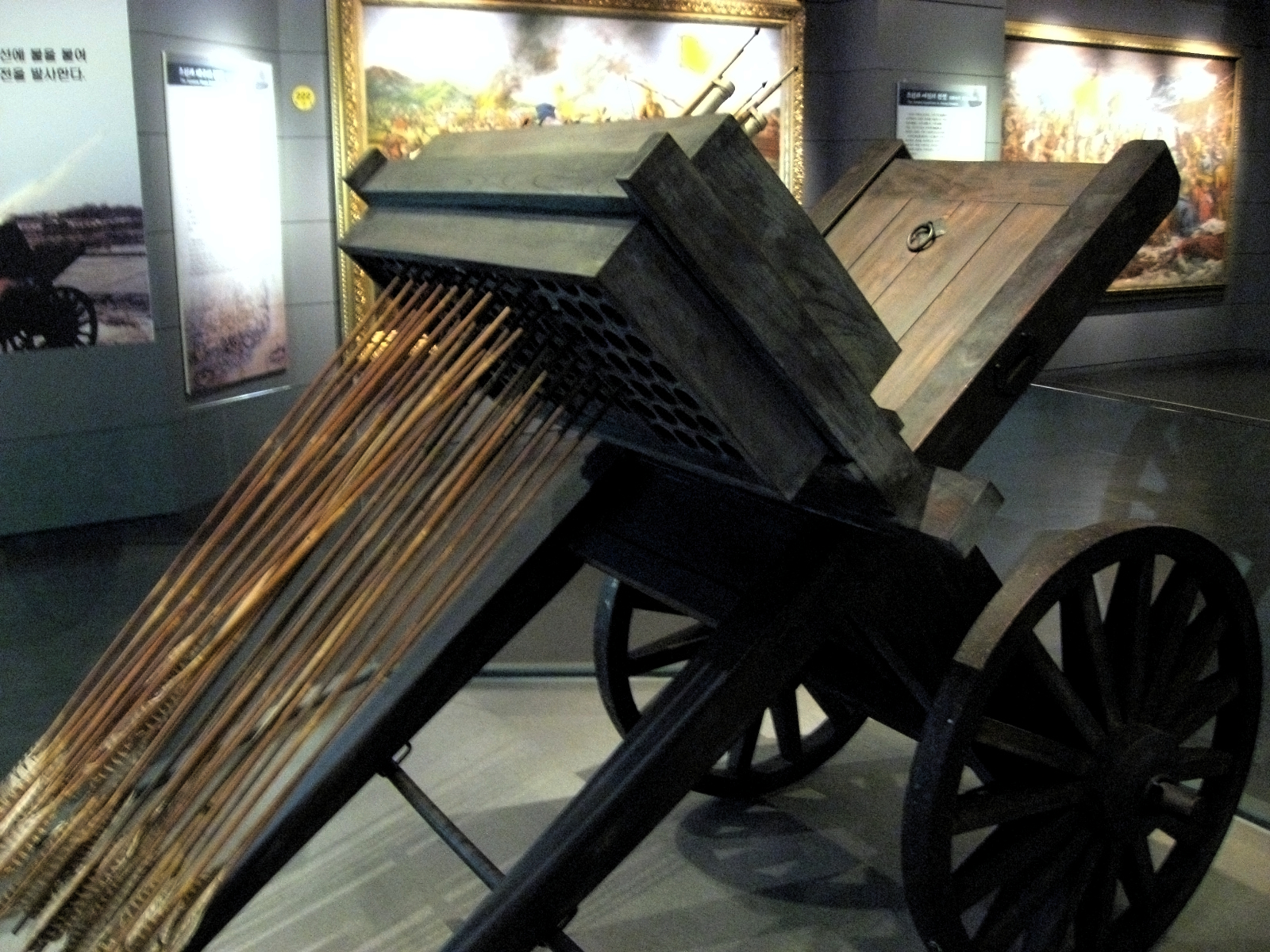
화차

#### 정치 상황
이 영향으로 정치, 경제, 사회 각 방면에서는 큰 혼란이 일어나 신분 제도와 군역 제도가 무너져 권문세도가가 농장을 확대하기 시작했으며, 이와 때를 같이하여 공납 제도도 문란해지는 등 사회 전반이 동요하였다. 이러한 와중에 조정에서는 왕위 계승을 둘러싼 왕실의 척신들의 정권 쟁탈전이라 할 수 있는 을사사화가 발생하였고 사림도 내홍 탓에 상호 대립하는 양상이 나타났다. 명종이 모후 문정왕후의 대리 정치 탓에 외척 세력이 정치 중심으로 권력이 개편되면서 부패가 극심해졌다. 이후 사림파 집권 이후 정권은 동인과 서인 양대 세력으로 분열되어 대립을 거듭하였으며, 때문에 국정에 들인 노력보다 얻는 결실은 매우 적었다.

#### 통신사
도요토미 히데요시는 재차 쓰시마국의 슈고 다이묘 소 요시토시를 이용하여 조선에 교섭을 청하였는데, 그들은 명나라와 사대외교를 하고 싶어하였다. 이에 조선의 조정에서는 오랜 논의 끝에 1590년(선조 23년)에 일본의 요구에 대한 응대와 더불어 일본내의 실정과 히데요시의 저의를 살피고자 서인 황윤길을 통신사로, 동인 김성일을 부사로, 그리고 허성을 서장관(書狀官)으로 임명하여 일본에 파견했다.
1591년 음력 3월 통신사 편에 보내온 도요토미의 답서에는 정명가도(征明假道)의 문자가 있어 그 침략의 의도가 분명하였으나, 통신사와 부사의 의견은 일치하지 않았다. 당시 정사 황윤길은 '반드시 유병화(類兵禍)가 있을 것'이라고 하고, 반면 김성일은 이에 반대하여 '그러한 정상이 없는데 황윤길이 장황하게 아뢰어 민심을 동요시킨다'고 주장하였다. 이리하여 조신 간에 의견이 분분하였고 동인인 허성마저 황윤길의 명견을 옹호하였으나, 당시 정권을 장악한 세력으로서 백성이 동요하면 자신이 향유하던 권력에 초래될 변화를 두려워했던 동인이 주도권을 주도하던 조선 조정은 김성일의 의견을 좇았다. 여기에는 당시 동인이면서 좌의정이었던 류성룡이 김성일 편을 든 것이 결정적인 역할을 하였다. 후일 류성룡은 김성일을 두둔하고자 하였는지, 그의 저서 징비록에 “김성일이 나에게 말하기를 그 역시 일본의 침략의지를 간파하였으나, '괜한 말로 조정과

#### 군사력
조선 조정은 김수(金睟)ᆞ이광(李光)ᆞ윤선각(尹先覺) 등에게 명령을 내려 무기를 정비하게 하였고, 성 터를 수축하게 하였으며, 신립과 이일로 하여금 변방을 순시케 하며 영남지방을 왜적의 침입으로부터 방비하고자 나름 힘을 기울였으나, 미온적으로 진행되어 커다란 성과가 없었다. 더불어 선조는 직접 이순신과 원균을 각각 전라좌수사와 경상우수사에 임명하여 전라도와 경상도에 배치하였으나 경상우수사 원균은 왜란 3개월 전 부임하여 전비를 갖추지 못한 상태였으며, 이보다 앞서 한해 전에 전라좌수사로 부임하였던 이순신은 지속적인 방비 체계를 쌓음으로써 개전후 전라좌수영 수군의 계속된 승전의 기반을 닦았다. 거북선을 건조하하였는 바, 그 시험 운항은 왜란 발발 바로 하루 전에 이루어졌다.
조선의 수군은 삼국시대부터 끊임없이 쳐들어 오는 일본의 해적집단 왜구를 막아내는 과정에서 점점 강해졌기에 임진왜란을 "16세기 최강의 육군과 최강의 (조선)수군이 싸운 전쟁"이라고도 하는데, 그 조선 수군의 '최강성'은 사실 이순신의 지휘를 받던 휘하 전라좌수영군에 국한된다고 할 수 있다.

##### 조선 초 국방 체계
조선의 기본 병역 원칙은 양인개병(良人皆兵)과 병농일치(兵農一致)제로, 노비를 제외한 16세 이상 60세 이하에 이르는 양인의 정남(正男: 장정)에게는 병역의무가 부과되었다. 이때 정남은 정병(正兵: 현역 군인)으로서 실역을 마치거나 보인(保人: 보충역)으로서 실역 복무에 소요되는 경비를 부담하는 두 가지 종류의 병역이 있었다. .
이 원칙을 전제하여 군은 중앙군인 경군(京軍)과 지방군인 향군(鄕軍)으로 대분하여 편성되었다.
중앙군은 태조 3년(1394)에서 세조 초까지 약 60년간에 걸쳐서 여러 차례 개혁을 거쳐 5위 체제(의흥위(義興衛), 용양위(龍?衛), 호분위(虎賁衛), 충좌위(忠佐衛), 충무위(忠武衛))의 편제가 확립되었다.
5위 체제를 근간으로 하던 중앙군은 의무병인 정병을 비롯하여 시험으로 선발된 정예부대와 왕족, 공신, 고급관료의 자제들로 편성되었던 특수병으로 구성되었으며, 이들은 모두 복무 연한에 따라 품계와 녹봉을 받았다.
지방군인 향군은 육군과 수군의 두 가지 병종으로 구분되어 국방상 요지인 영(營), 진(鎭)에 주둔하면서 변방 방어에 종사하거나, 일부 병력은 교대로 수도에 상경하여 도성을 수비하는 임무를 담당하였다.
영진군은 주로 해안과 북방 변경에서 근무했으므로 내륙에는 거의 군대가 주둔하지 않아서 병력이 부재한 문제를 타개하고자 향리, 관노, 무직 백성, 공노비으로 구성된 예비군인 잡색군(雜色軍)을 편성하여 해당 지역 수령 지휘하에 두었다.
지방군의 방어 개념은 각 도에 주진으로서 병영(병마절도사가 지휘)과 수영(수군절도사가 지휘)을 설치하고 그 아래에 각처 요충지에 거진(첨절제사가 지휘), 진(동첨절제사가 지휘) 등 대소의 진영을 두어 유사시에 주진 진장의 지휘하에 지역 방어에 임하도록 되어 있었으나 주진을 중심으로 한 방어 체제는 신속한 병력 집결이 이루어지지 않는 취약점이 노출되어 이를 보완하려고 세조 1년에 거진을 독립된 방어 편성 단위로 하고 그 아래에 군현 병력으로 제진을 관할하게 하는 진관 체제가 채택되었다.
그 후 을묘왜변을 전후로 한 시기에 조선의 군사상 환경이 급변하면서 근 1백여 년간 고수해 오던 진관 체제는 변모를 가져와 제승방략의 분군법으로 방위 체제가 전환되었다. 분군법은 지역 수령들에게 사전에 작전 지역을 배정해 주고 유사시에 자신이 담당하는 진관 지역에서 작전 지역으로 병력을 이동시켜 작전 임무를 수행하게 하는 제도였다.
이 제도는 유사시 최전방에 병력을 집중시킬 장점이 있는데 작전 지역에 집결한 병력은 중앙에서 파견되는 경장이 도착하기를 기다려 그 사람에게 지휘받아야 하는 시간상 문제가 있었으며, 최전방을 대상으로 하는 과도한 병력 집중 탓에 후방이 공백화할 취약점이 있었다.
이 방위 체제는 일본과 여진족이 소규모로 노략하던 시기에 방어 병력을 집중으로 운용할 수 있다는 이점이 있었으므로 큰 전란을 겪지 않은 조선 조정으로서 문제가 없다고 판단됐다.

#### 전란 직전
조선은 건국 후 200년 간 이렇다 할 전란을 겪지 않아 상비군 체제에서 병농 일치 예비군 체제로 전환된 상태였다. 여진족과 분쟁이 빈번한 북부 지방과 남부 수군은 상비군이 유지되었지만 기타 지방에서는 문서상으로만 병력이 존재하고 실제로는 군역을 부과하지 않거나 대역인을 세우고 군포를 납부하도록 하는 방군수포와 대역납포가 공공연히 이뤄졌다. 특히 기병은 상비군으로서 많은 경험이 있었지만, 임진왜란에서 주력을 담당했던 보병은 병력의 질이 형편없었다.
전쟁의 징후가 점점 분명해지자 선조는 여러 면에서 군비를 강화하고 여러 무장을 발굴하고 성곽을 보수하고 해자를 팠지만, 특히 경상도를 비롯한 남부지방은 이전 수백 년 전부터 전란을 입은 경험이 없었기에 많은 마찰이 있었다. 경상감사 김수와 전라감사 이광이 선조에게 명받고 성곽을 수리하고 병장비를 정비하면서 전쟁 준비를 서두르자 지방에서는 부역이 너무 가혹하다는 상소가 빗발쳤고 탄핵까지 받을 뻔하였다.

### 대외관계
조선은 조선 초부터 사대교린정책을 수립하여 명과는 사대하고 여진과 왜에는 교린하는 정책을 택하였다.
허나 조선의 역사상 유래 없는 평화로 군사력이 약해진 결과 교린 정책은 거의 이루어질 수 없었고, 결국 명에 절대적으로 의지하는 형국이 되었다.

### 일본
조선은 일본과 하는 외교를 기본으로 교린(交隣) 정책을 유지하였다. 고려 말기에 번번이 왜구는 한반도의 해안을 침범하여 약탈하기 시작하였다. 이에 조선 시대 와서는 수군력을 강화하고자 성능이 뛰어난 대포와 전함을 양산하는 등 왜구 소탕에 진력하였다. 조선은 부산, 울산 등 일부 항구만을 제한으로 개방하는 통상 교류하였다. 이후 조선은 일본에 통신사를 파견하며 우호 관계를 유지해 왔다.
1392년 일본에서는 무로마치 막부의 제3대 쇼군인 아시카가 요시미쓰가 난보쿠초의 분열을 종식시키고 전국의 지배권을 장악하였다. 그 후 15세기 중엽에 이르러 봉건 영주 세력을 대상으로 한 쇼군의 통제력이 약화하자 지방에 할거한 봉건 영주인 슈고 다이묘들이 사분오열하는 현상이 나타났다.

#### 센고쿠 시대 개막
1467년의 오닌의 난을 계기로 무로마치 막부의 권위가 떨어지고 그로부터 100여 년간의 센고쿠 시대가 개막되었다. ’센고쿠‘는 한국어로 ’전국‘이라 불리기에 전국 시대라 표기한다. 이 혼란기에 지방 신흥 무사 집단이 구 세력인 슈고 다이묘 집단을 대신하여 자립 태세를 갖추어 센고쿠 다이묘로 등장하였다.

##### 전국 시대 통일 과정
센고쿠 다이묘들은 난립하기에 이르렀고 이런 환경에 노출된 일본에 15세기 후반 유럽 상인들이 들어와 신흥 상업 도시가 발전하여 지배층인 다이묘들은 봉건적인 지배권을 강화ᆞ노력하였다. 그러던 중 16세기 중엽에 이르러 오다 노부나가가 출현하여 경쟁하는 세력 다수를 굴복시키고 일본의 실질에 근거하는 지배권을 장악하여 통일하는 기운이 무르익어 갔으나 1582년 오다의 측근 아케치 미쓰히데에게 피살되는 혼노지의 변으로 말미암아 일본의 실권은 오다의 충복이었던 효웅 하시바 히데요시에게로 돌아갔다. 하시바는 아케치의 반란 세력을 토벌하고 오다의 장손 산보시를 옹립하여 오다 정권을 장악, 센고쿠 통일 사업을 계속 추진하였다.
1583년 하시바는 같은 오다 오대장 중 한명이자 오다 사천왕 중 필두인 시바타 가쓰이에와 시즈가타케 전투에서 승리하여 내부권력다툼을 종식시켰다. 같은 해 음력 3월에는 수륙 교통 요지인 이시야마 혼간지터에 장대한 오사카성을 쌓기 시작했으며 1584년 오다의 차남 노부카쓰와 오다의 사돈 도쿠가와 이에야스의 연합군과 지금의 고마키산과 나가쿠테시에서 전쟁에 돌입했다. 결국 도쿠가와가 히데요시에게 상경하여 화의가 성립하였고 이로써 후방을 안정시킨다.
1585년 조소카베 세력을 굴복시킨 시코쿠 정벌의 공으로 조정에서 관백에 임명되고 이후 천황의 권위를 이용하고자 일본 전국 지배권을 위임받고 강령으로서 전국의 평화라는 뜻의 ‘소부지(墜無事)’를 내걸었다.
1586년 태정대신에 임명, 도요토미(豊臣) 성(姓)을 하사받았다.
이를 토대로 쟁란을 거듭하던 다이묘들에게 정전을 명령하고 영토의 확정을 히데요시 자신에게 맡기게끔 했다. 1587년 명령에 불복하던 사쓰마국의 시마즈 세력을 정벌하고 1590년 오다와라 정벌로 관백 히데요시의 마지막 저항 가문 고호조 일가의 수장 호조 우지마사, 우지나오 부자를 쓰러뜨리고 도호쿠 지방의 다테 세력을 복속시키면서 전 일본을 통일하였다.

##### 센고쿠 통일
센고쿠 시대를 종식시킨 도요토미는 관백위를 양자이자 조카 히데쓰구에게 물려주어 내정을 맡게 하고 본인은 태합에 올라섰고 천하 야망을 동아시아 정복으로 확장하려 했다는 견해도 있다. 히데요시는 1585년에 대륙 진출을 최초로 언급했고 쓰시마국주에게 조선 정벌을 준비하라고 명한 때는 이미 1587년이었다.
히데요시는 1591년 쓰시마국주 소 요시토시를 이용해 사신으로 파견하여 가도입명(假道入明)이라는 주장을 전달했다. 그러나 조선의 왕과 만정제신은 명나라와 군신대의를 깰 수 없었고 교만한 마음에서 일본을 업신여겼던 데다가 과거 삼포왜란을 겪었던 조선의 왕과 백관의 처지에서 일본이 명나라를 정복하는 과정에서 선선히 조선의 길만 빌린다는 실정도 의심스러운 일이었으므로 일본이 주장한 요청을 거절하였다.

#### 히데요시의 정치·경제 개혁

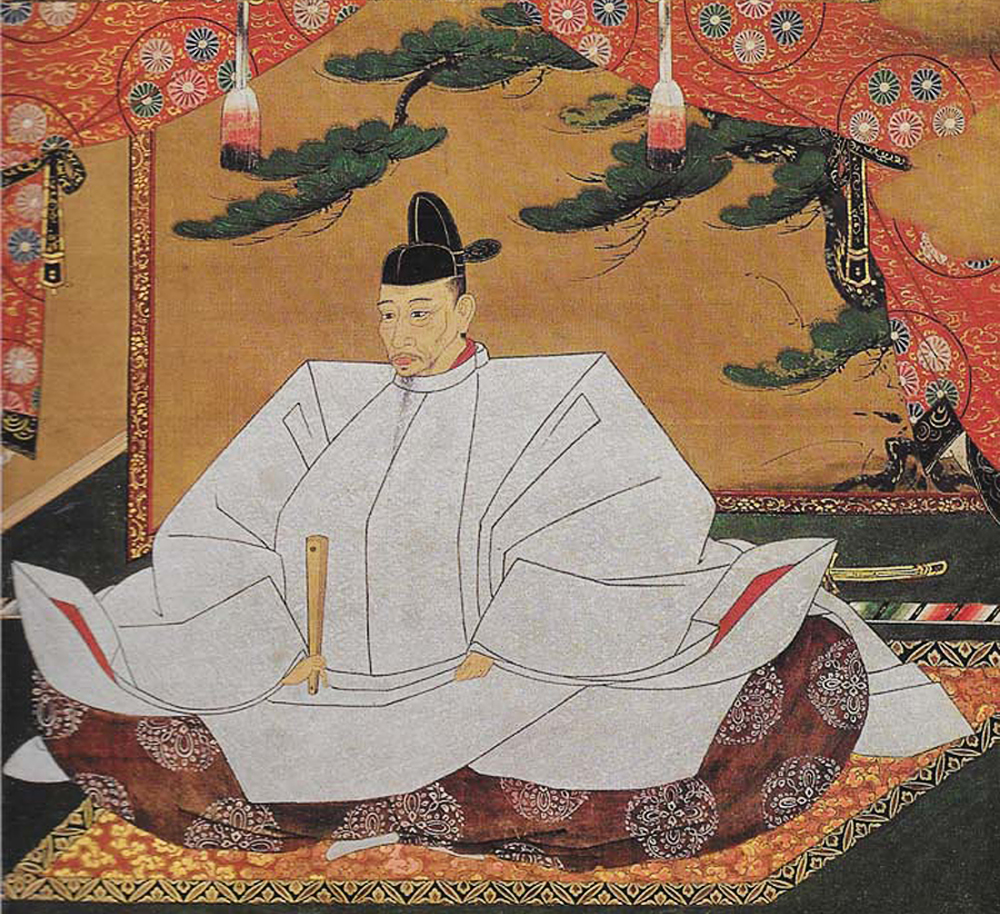
일본 열도를 통일한 도요토미 히데요시

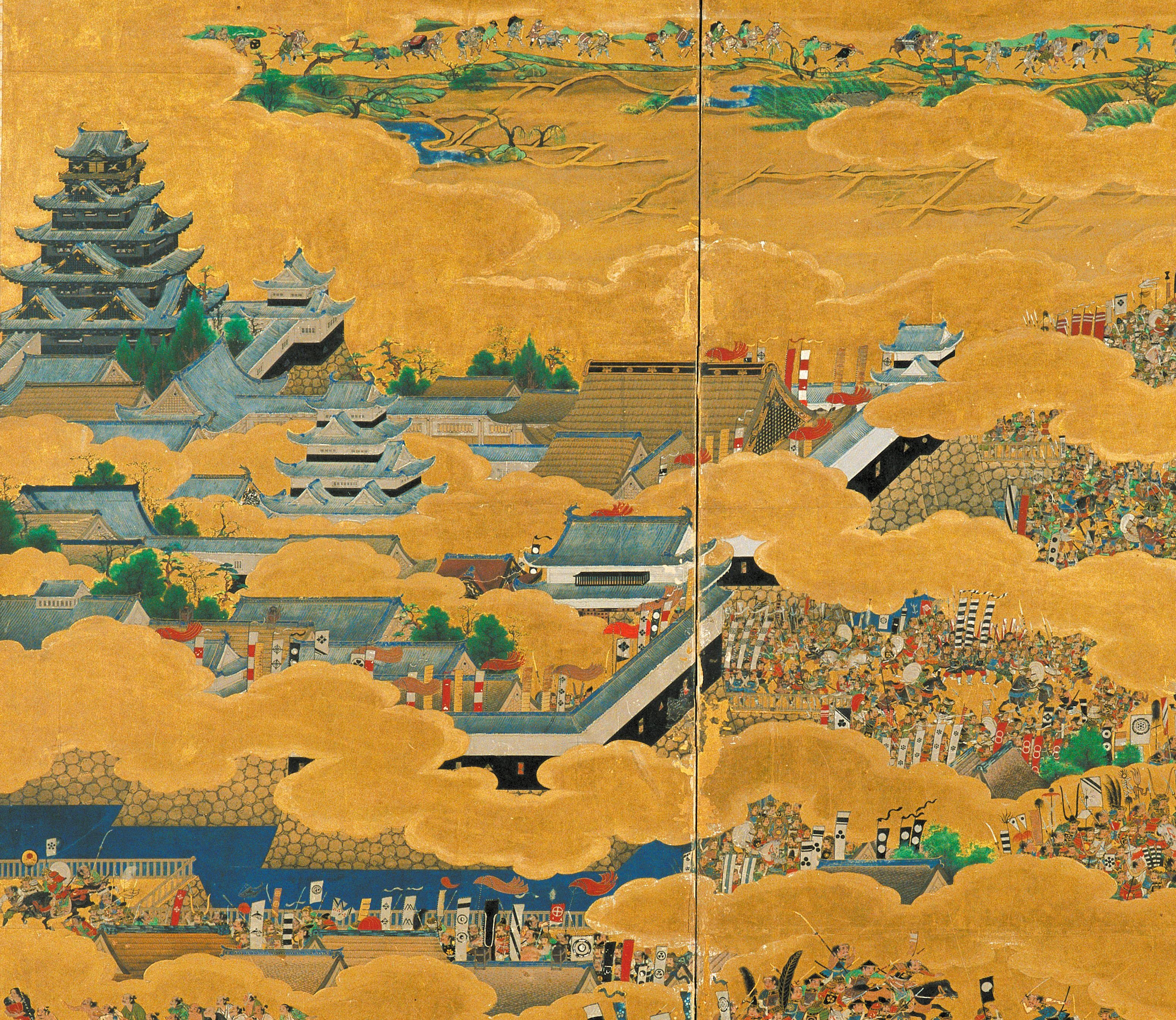
도요토미 히데요시의 거성 오사카성

전 일본을 통일한 히데요시는 곧 정치, 경제 개혁을 강력하게 전개하였다. 도요토미 정권은 토지제도 개혁인 검지(檢地)와 무기 몰수 정책인 가타나가리(刀狩)에 가장 심혈을 기울였다.
1591년 전 일본에 할거한 다이묘들에게 검지장과 구니에즈(지도)를 제출하게 하여 전국 통일을 과시했다. 검지장을 토대로 토지를 측량하고 수확고를 조사하여 전 일본의 생산력을 쌀로 환산하는 ‘고쿠다카(石高)제’를 실시하고 다이묘에게는 고쿠다카에 상응하는 군역을 농민에게는 토지 소유권을 인정하는 대신에 고쿠다카에 합당하는 연공을 징수하는 과정에서 자신을 반대하는 도쿠가와에게는 고의로 간토 지방의 황무지로 이봉(移封)하였는데 이것이 오히려 도쿠가와가 임진왜란에 불참하게 된 원인을 제공하였다.
가타나가리는 농민에게서 무기를 몰수하고 농민의 신분을 명확히 하고자 1588년에 시행되었으며 1591년에는 ‘히토바라이(人掃)령’을 내려 신분상 이동을 금지하고 사농공상 신분을 확정하여 병농 분리를 완성하였다.

#### 예수회의 협조 의혹
1549년 8월 15일 일본에 첫발을 내디딘 예수회의 프란치스코 하비에르 신부 일행은 사쓰마 국주 시마즈 다카히사(島津貴久)의 환대를 받는다. 그 곳에서 1년여간의 선교활동을 한 후 1550년 스오 국주 오우치 요시타카를 만나다. 하비에르 신부는 요시타카에게 화승총 등을 선물하고 교토에서 선교 허락을 받아낸다. 이후 일본에서 가톨릭 교세는 폭발적으로 성장하는 등 순조로웠으며 일본예수회 선교단은 1566년에 조선의 복음화 계획까지 세웠다. 1587년 전국을 평정한 히데요시도 처음에는 교회 부지를 제공하고 선교를 적극 후원했다.
1589년 5월 히데요시는 예수회 신부 가스파르 코엘료(en:Gaspar Coelho)를 불러 은근히 중국과 조선의 침공에 대한 자신의 구상을 밝혔다. 그리고 만약 조선과 중국 정복에 성공하면 조선과 중국 각지에 교회를 지어 선교사들을 협력하겠다고 말하며 실제로 그때가 오면 포르투갈 군함 2척을 지원해 달라고 요청했다. 이에 대해 코엘료는 히데요시의 계획에 찬성할 뿐 아니라 자신의 영향력 하에 있는 기리시탄 영주들을 움직여 적극 협력하겠다고 제안했다. 예수회의 제안대로 고니시 유키나가 등 기리시탄 영주들은 임진왜란이 발발하자 최전방에서 앞장서서 조선군과 싸운다. 하지만 예수회의 제안은 반대로 화가 되었다. 히데요시는 기리시탄 영주들이 예수회 신부들의 명령에 따라 움직일 수 있다고 판단하고 이들을 경계하게 되고 1587년 6월 19일 바테렌 추방령을 내려 가톨릭 예수회를 탄압하는 요인으로 작용했다.
히데요시의 가톨릭 금교령과 선교사 예수회추방령에 다급해진 예수회 신부 알레산드로 발리냐노(예수회 동인도 관할구역 순찰사)는 예수회 신부의 자격이 아닌 인도총독의 사절 자격으로 1591년 3월 히데요시를 알현했다. 발리냐노는 히데요시에게 황금장식을 붙인 매우 아름답고 훌륭한 밀라노산 백색 갑주 2벌, 모두 은으로 된 매우 훌륭한 장식이 붙은 커다란 검 두 자루, 진귀한 두 자루의 총포, 총포로 사용할 수 있는 투리사드 하나, 야전용 천막 한 세트, 대단히 훌륭한 유화, 괘포 4매, 아라비아산 말 두마리 등을 선물로 바쳤다. 이 선물에 히데요시는 크게 기뻐하고 예수회 선교사들의 선교활동을 묵인했다. 이 때 히데요시와 예수회의 발리냐노간에 어떤 묵계가 오갔는지 알 수 없지만 이듬해 임진왜란이 발발함과 동시에 예수회의 기리시탄 영주들은 전장에서 최선봉에 나선다. 그 과정에서 임진왜란으로 일본 열도로 건너온 조선인들의 일부에게 가톨릭 전도를 하게 된다.
특히 일본이 임진왜란을 일으킬 당시 일본의 중국 공격 계획 역시 예수회 신부에 의해 작성되었다. 영국의 대중 역사 저술가이자 뉴욕타임즈 컬럼리스트를 역임한 폴 존슨(Paul Bede Johnson)은 그의 저서 《기독교의 역사》(포이에마.P 694)에서 예수회의 알폰소 산체스 신부가 중국 정복 계획을 치밀하게 세웠고 일본인들이 이를 적극 지지하였다고 기록하고 있다. 알폰소 산체스 신부의 계획은 매우 치밀하였는데 그의 계획서에는 유럽에서 1만~1만2000명의 군대가 파견되어야 하고, 마닐라와 일본에서 5~6000명의 원주민을 동원해야 하며, 주력부대는 마닐라에서 출발하고 마카오와 광저우에 머루르고 있던 포르투갈인들이 협공을 해야한다는 내용이 들어 있었다. 이 계획은 스페인의 무적함대가 영국에 대항했던 바로 그 때에 구상되었는데, 유럽의 가톨릭교회와 대다수의 일본인들이 지지하였다. 산체스는 예수회 선교사들이 일본인 지원자들을 모집하는 데 협조할 것을 허가해 달라는 편지를 마닐라 주교에게 보냈다. 당시 일본 지도자들은 예수회와 스페인 관리들끼리 교환한 서신의 구체적 내용은 몰랐어도 이런 중국 침공 계획이 논의되고 있다는 사실은 파악하고 있었다.

##### 의혹에 대한 반박
코엘로와 발리나뇨가 지원을 하겠다고 언급한 것 외에는, 예수회 혹은 가톨릭 교회 차원의 조선출병 지원이 실증적으로는 학인되지 않고 있으며, 그레고리오 데 세스페데스(Gregodio de Cespedes), 레온 한칸(Leon Hankan) 두 신부가 19개월간 조선에 왔었다는 기록 외에 나머지 선교사들이 조선 땅을 밟았는지에 대한 기록은 없다. 또한 불교 다이묘의 출병이 불교의 협조로는 해석될 수 없듯, 가톨릭 다이묘들의 출병 역시도 같은 원리로 가톨릭 혹은 예수회의 협조로 해석되기는 어렵다. 오히려 히데요시는 예수회에게 포르투갈의 군함도 상선도 지원받지 못했음만이 확인되고 있다. 반면 예수회 선교사들이 임진왜란에 대해 가졌던 부정적 인식이 확인된다.

발리냐노는 조선을 일본의 한 지방으로 인식하는지, ‘동쪽’을 의미하는 오리엔탈레스(Orientales)를 대문자로 명기하여 단순한 지방이 아니라 별개의 지방 혹은 나라로 보고 있는 것으로 해석된다. 더욱이 일본과는 상당히 다른 상이한 점을 이야기 하고 있는 것으로 보아서 조선을 언급하고 있는 것으로 보인다. 그가 수마리오를 작성할 때까지만 해도 그는 조선에 대한 인식이 그리 깊지 못했던 것 같다. 그러나 발리냐노는 두 번째 일본 방문에서 일본이 조선을 침공하는 것을 보았고, 그것은 모두 히데요시의 야심 때문이라고 보았다. 그것에 대해 발리냐노는 1592년 총장에게 보낸 편지에서 “히데요시는 벌써 조선국을 정복했습니다. 분명한 것은 이 전쟁은 아무런 명분이 없다는 것입니다. 오로지 그(히데요시)의 정복욕에 의한 것입니다.”58)고 하였다.
발리냐노는 히데요시가 조선에 저지른 너무도 부당하고 잔인한 전쟁으로 인해 헤아릴 수 없이 많은 조선인들이 조선은 물론 바다와 일본 땅에서 목숨을 잃었고, 수많은 일본인들 역시 육지와 바다에서 목숨을 잃었다고 했다. 그리고 칼과 질병이 지나간 자리에 12년간의 박해가 또다시 일본교회를 위협했다고 보고했다.61)
(...)
예수회원들이 볼 때 일본의 조선 침략은 중국을 향한 명분이라고 하기에는 너무도 많은 희생자를 냈고, 일본 내부에서조차 반발이 컸던 사안이었다. 전쟁은 이후 외국인 선교사 추방령과 일본교회의 박해와도 전혀 무관하지 않다고 보았다. 전쟁은 결국 히데요시 개인과 그에게 동조하는 일부 권력자들의 야심을 위해 힘없는 이웃 국가를 친 황당한 전쟁에 지나지 않았기에 그것을 합리화할 수 있는 아무런 근거가 없다는 것이다.63) 히데요시의 야심에 수많은 조선 백성들이 무고하게 희생된 것과 그의 변덕에 따라 일본의 그리스도인들이 박해를 받은 것이 같은 맥락에 있다는 것이다.
58) Alessandro Valignano, Adiciones(1592) del Sumario de Japon, Adicion 4, IV, 487.
61) Alejandro Valignano S.J., Apologia de la Compania de Jesus de Japon y China (1598), edicion por Jose Luis Alvarez-Taladriz, Osaka, 1998, p. 394.
63) Alejandro Valignano S.I., Adiciones del Sumario de Japon (1592), in Monumenta Nipponica Monographs (No.9), Editados por Jose Luis Alvarez-Taladriz, Tomo I, Sophia University, Tokyo 1954, pp. 487~488.
— 왜란 시기 예수회 선교사들의 일본과 조선 인식 - 순찰사 알렉산드로 발리냐노의 일본 방문을 중심으로 -, 김혜경(대구가톨릭대학교 인성교육원 강의전담교수)

종합하자면 코엘로와 발리냐노가 히데요시를 지원하겠다고 말해준 것과는 달리, 군종 신부 두명의 사목 외에는 그 어떤 구체적인 지원도 확인되지 않으며, 오히려 예수회의 비협조와 임진왜란에 대한 비판만이 확인되고 있는 실정이다.
또한 알폰소 산체스의 1586년 계획서는, 유럽에서 1만-1만 2천, 마닐라 및 일본에서 5-6천을 동원하여 중국을 치자는 계획으로, 주력부대는 마닐라에서 출발하고 마카오와 광저우의 포르투갈인들이 협공을 하자는 내용으로, 임진왜란과는 상당한 거리가 있는 서신이다. 또한 이 계획서의 발신인은 일본인 지도자들이 아니였으며 그들은 구체적인 내용도 몰랐다. 그저 이러한 계획이 논의되었다는 것을 그들이 파악하였을 것이라는 추측만이 가능할 뿐이다. 즉 임진왜란과 산체스는 관계가 있는 인물이 아니며, 그마저도 산체스의 계획은 실현조차 되지 못하였다.

#### 군사력
15세기 중엽 전국 시대에 이르러서 전투 양상이 대규모 집단 보병 전술로 전화(轉化)하여 전투하는 주체도 특정한 영웅 소수가 아닌 보병이 밀집한 부대로 옮겨졌다.
전투 임무를 수행하는 경장비 보병인 아시가루(足經)가 출현하여 전투 승패를 가름하는 중역을 담당하게 되었다. 이들은 16세기 중엽에 철포와 화약이 전래되면서 뎃포 부대인 뎃포쿠미와 궁사 부대인 궁조로 편성되어 전투 시 공격하는 주역을 맡았다.
당시 전국 다이묘 세력 가운데서 가장 먼저 이런 전술 변화를 이용하여 통일에 주도권을 장악한 무장이 바로 오다 노부나가였다. 1575년 오다 노부나가는 다케다 가쓰요리 군과 벌인 나가시노 전투(長篠の戦い)에서 조총을 보유한 보병을 주력으로 다케다군의 기병을 격파하여 전술 변화에 전혀 새로운 시기를 열어 놓을 만큼 뚜렷이 구분되는 전기를 열었다.
그 후 1582년에 이르러 히데요시는 전투 부대의 병종을 기병과 보병 두 가지로 대별하고 사무라이타이쇼(侍大將)의 지휘 하에 기병, 총병, 궁병, 창검병 등의 단위대를 편성한 후에 각조 지휘관으로서 기사와 보사를 두었다.
이 무렵 일본군은 부대를 삼진이나 사진으로 나누어서 단계로 하는 공격을 기본 전법으로 채택하였다. 즉, 제1진인 기병이 2개 대로 전개하여 포위 태세를 갖추면 제2진인 총병이 적의 정면에서 조총을 사격하면서 돌격하고 이어서 제3진인 궁병이 진격하면 제4진인 창검병이 뒤따라 돌진하여 백병전을 벌이는 방식이었다. 비(非)전투 요원으로서는 전령 업무를 담당한 소인, 수송 업무를 맡은 하부, 순박 운항 업무를 수행하는 선두와 수주, 감찰 업무를 행하는 대목부, 의사, 승려 가 전투 부대와 작전을 지원하였다.
히데요시는 이렇게 변모된 군사력을 배경으로 하여 1586년 무렵에 대규모 건조 계획을 추진하기 시작하여 조선 침공 직전에 전함 천여 척을 이미 확보한 데에 이어서 종전 무렵에는 3천여 척이나 되는 대규모 선단을 보유할 수가 있었고 조선을 침공하기 직전인 1591년에는 사이카이도, 난카이도, 산요도, 산인도, 기나이와 그 동방 일부 지역에 동원령을 내려서 병력 33만을 동원할 준비하였다.
히데요시는 임진왜란 6년 전인 1586년에 일본 수군의 약점을 보완하기 위해 유럽의 범선인 카락과 갤리온 구입을 시도했었는데 포르투갈인의 거절로 구입에는 결국 실패했다.
이 무렵 일본군은 뎃포, 창, 궁시, 일본도를 충비하고 있었으며, 주종 간 단결력이 막강하였을 뿐만 아니라 개인의 실전 경험이 풍부하으므로 전쟁에서 탁월한 전력을 발휘할 수가 있었다.

### 명

해동삼국도

명(明)과 조선 간 관계는 ‘책봉-조공 체제’으로 대표되는 가장 전형이 될 만한 군신관계였다. 명과 조선 간 관계는 조선 전기에는 기본으로 책봉-조공 체제에 기반을 둔 사대 관계를 토대로 조선이 명을 섬기는 상황이었다. 조선과 명 사이에는 군신·상하 관계가 성립되고 조선은 제후국으로서 예와 명분에 합당한 불평등한 국가 지위를 감수해야 했다. 구체로는 명 황제에 의거한 조선 국왕 책봉의 수용, 명 연호의 사용, 정기로 계속 하는 조공 등 제후로서 의무가 부과되었다.
명의 조선을 대상으로 한 내정간섭은 거의 없었으며, 초기에는 태조의 조선 국왕 인정 문제와 여진족 문제, 조공 문제로 양국 간에 크고 작은 분쟁이 발생하기도 하였다. 그러나 16세기에는 사대주의를 노골로 옹호하는 사림파가 전면에 등장하여 명을 대상으로 한 사대가 매우 당연시되면서 명과 외교 관계는 15세기 이래 기조를 유지하였다.
평화스럽고 안정된 명과 조선의 군신관계가 지속되는 가운데 조선 국왕과 백관은 명과 약속한 ‘1년 3공’의 규정을 넘어서까지 명과 교섭에 적극이었고 그로써 명의 선진 문물을 수용하려 했다. 16세기 이후 양국 관계에서 중요해진 측면은 경제 관계였다. 15세기 이래 조선은 책봉·조공 체제하에 규정된 당초 조공 부담을 줄이는 데 주력하여 금과 은을 조공 품목에서 제외받는 성과를 얻었다.
양국 사이의 통상은 그리 원활치 못한 상황이었으나 15세기 말에 조선 내부 농업 경제력 향상과 함께 명에서 생산된 견직물을 선망하는 수요가 증가하면서 명에서 비단과 원사가 대량으로 유입되었다. 조선과 명 사이의 무역 관계의 진전은 조선의 은광 개발과 일본에서 은 유입을 가속화했으며 궁극에는 은을 매개로 조·명·일 삼국 사이의 무역 구조가 정착되었다.
이처럼 16세기까지 양국 관계는 대체로 사이좋은 기조를 유지하면서도 요동 정벌 문제, 여진족 문제를 놓고서 갈등을 겪기도 했다. 조선은 독립을 유지하고 선진 문물을 수용하려는 의도에서 군신 관계를 받아들였다.
명을 향한 사대 외교는 명을 대상으로 한 굴복이라기보다는 조선보다 강국인 명을 대상으로 하여 왕의 권력 안정을 확보하려는 외교였고 선진 문물을 흡수하려는 문화 외교이면서 공무역 일종이라고 볼 수 있다.

### 명의 정세

#### 명의 정치 상황 대략

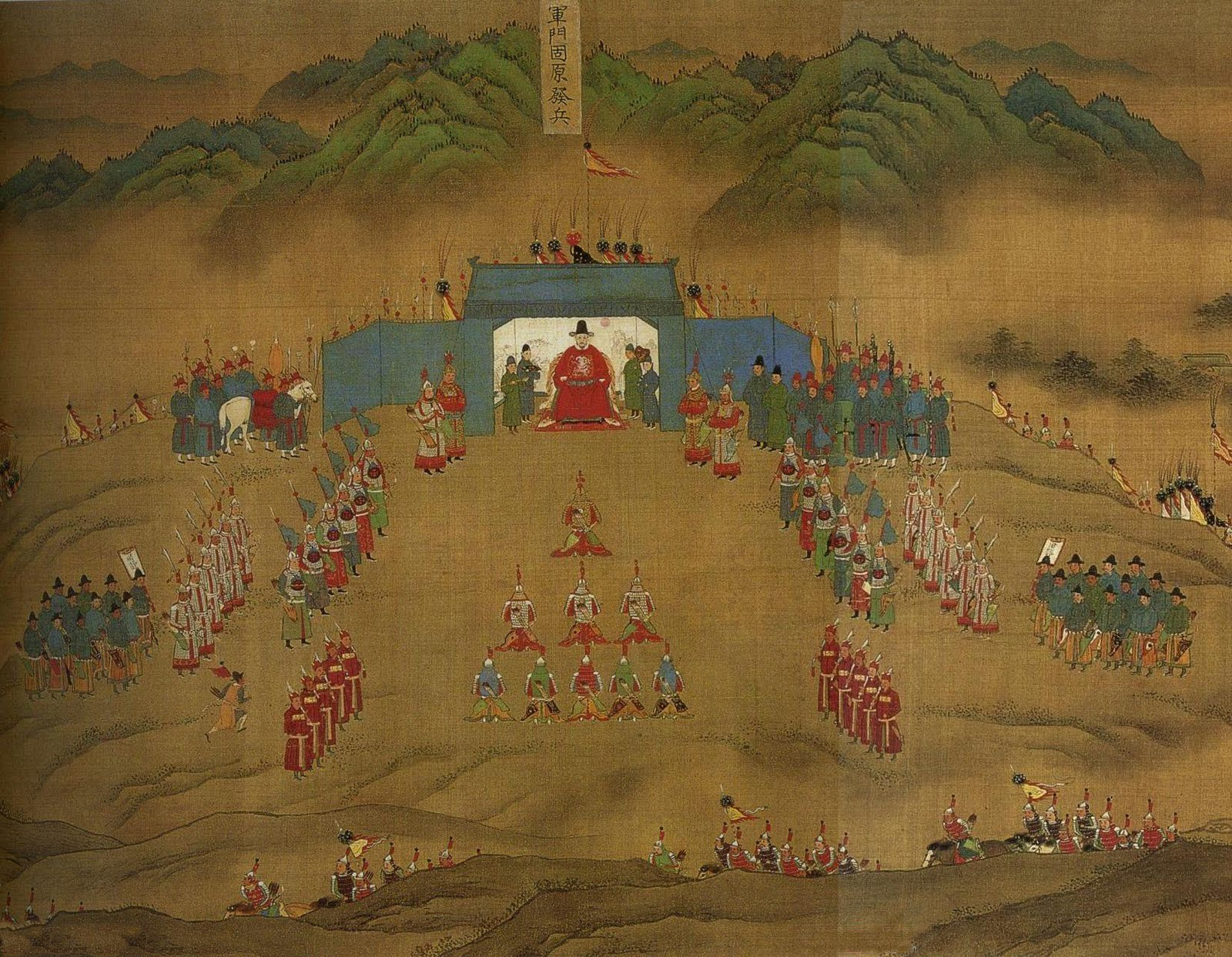
1575년 명나라 군대의 모습

1368년 개국된 명(明)은 15세기 초 영락제 때에 국력이 막강해졌으나 영락제 사후 국력이 급격히 쇠퇴하기 시작하여 1449년에 정통제가 오이라트부를 친정하다가 도리어 패전하여 포로가 된 ‘토목보의 변’을 계기로 명의 국제상 영향력이 점차 약화하였고 내부 기강도 해이해져 갔다. (물론 토목보의 변 당시에도 명의 국력은 오이라트와 상당하게 차이가 났으며 정통제의 실수로 50만 대군을 잃은 명은 오히려 협상을 거부하고 정통제를 폐위, 북경에서 오이라트와의 교전에서 승리한다. 그리고 정통제는 1450년 아무 조건 없이 석방되었다.)
그 후, 16세기에 이르러 환관의 발호로 정치가 혼란해지고 전국이 반란의 소용돌이에 휩싸일 만큼 크게 동요하였고 이 무렵에 기세를 떨치기 시작한 왜구 집단은 명의 변경 해안 지대를 휩쓸었다.
이에 명은 북방으로는 몽골족의 침입을, 남방으로는 왜구의 침입을 막아서 양방에서 싸워야만 했으며, 이런 외부 압력은 자연히 국력 쇠퇴를 가속화하는 요인으로 작용하였다.
그러다가 만력제가 등극하면서 10년간은 장거정을 비롯한 대정치가가 등장하여 다시 중흥하는 기회를 맞았으나 장거정이 죽자 만력제는 국사를 돌보지 않고 정사를 환관에게 일임해 정치는 혼란에 다시 빠졌으며, 영하(寧夏)에서 일어난 몽골의 항장(降將) 보바이의 반란과 귀주의 토관(土官) 양응룡(楊應龍)의 난을 평정해야 했고 후에는 임진왜란으로 조선에 원군을 보내고 국력을 소모하게 되었다.

#### 명의 대외 관계

##### 조명 관계

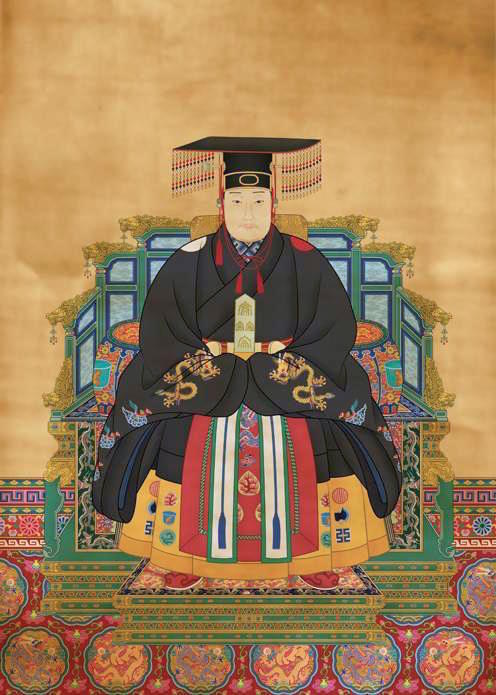
임진왜란 당시 명나라 황제인 만력제

명은 1368년 건국 후 대내로는 전제왕정을 강화하는 한편 대외로는 자국을 중심으로 한 국제 질서를 형성해 나갔다. 명은 주변에 여러 나라를 중화주의에 입각한 조공·책봉 체제로 편입시켰다. 조선은 왕권의 정통성을 국제상으로 인정받고 국가의 왕의 권력을 도모하고자 명의 조공·책봉 체제를 받아들였다. 명이 멸망할 때까지 조선은 매년 서너 차례에 걸쳐 조공 사절단을 파견하였다.
해금 정책을 취한 명과 하는 무역은, 조선이 명에 조공하고 나서 그 대가로 사이(賜輿) 형식으로 하는 무역 형태로 이루어졌다. 소위 조공 무역은 명의 황제가 주변 국의 왕을 책봉하는 대가로서 해당 국은 조공으로써 명 황제에게 공녀를 위시해 공물을 바치는 형식이었는데 조선에서 공녀와 견직물과 고려인삼 등을 받으면 명에서는 그 대가로 조선 지배계급이 선망하는 고급 견직물과 자기, 서적, 약재 등을 주었다. 조공 무역은 조선에게 더 이익이 많았는데 이는 조공 횟수를 둘러싼 양국 간 주장을 보면 드러난다. 명이 조선에게 3년 1공, 즉 3년에 1번의 조공 무역을 주장하는데 조선은 거꾸로 명에 1년 3공, 즉 1년에 3번의 조공 무역을 주장했다. 조선에서 이렇게 주장한 이유는 다음과 같다.
조공 무역은 제후국에서 제국에 일방으로 갖다 바치는 것이 아니었다. 일단 제후국에서 조공품을 바치면 제국에서는 그에 상응하는 회사품을 하사하는 게 원칙이었다. 회사품은 조공품보다 귀하고 많아야 하는 게 관례였고 원칙이었다. 더불어 사절단의 체제비와 물품 운반비를 명 측에서 모두 부담하였다. 이는 상국으로서 체면을 유지하려는 방도였다.

##### 명일 관계
평소 명(明)은 일본 다이묘들이 하는 조공을 그리 탐탁하게 여기지 않았다. 1404년 명은 일본의 요구에 따라 10년에 한 번씩 조공하되 인원을 200명 이내로 제한하고 패도(佩刀)하고 오면 구적(寇賊)으로 치부해 죄를 따진다는 조건을 붙였다. 무역하는 장소는 절강성 영파(寧波)로 지정했다.
이렇게 제한을 가한 이유는 유황, 구리, 칼 등 일본의 물품이 명에서 특별히 필요하지 않은 데다가 일본 천황이 아니라 다이묘들의 배가 왔고 체류하는 경비도 부담스러웠기 때문이다. 일본은 점차 조공 인원을 300명으로 늘려 그런대로 조공 관계를 유지했다. 16세기 초반부터 일본의 규슈 지방 상인들이 명 복건성 쪽 항구에 드나들면서 은을 옷감과 교환하였다.
이 무렵 에스파냐 상인과 포르투갈 상인들까지 절강성, 복건성 등지에 와서 무역하자 명에서는 이들을 몰아내면서 일본 상인들도 함께 축출해서 1547년 이후부터는 일본의 조공선이 명에 들어갈 수 없었다. 그 뒤 상인들은 아오먼(澳門, 마카오)을 근거지로 삼았다.
그 결과 일본 상인들에게 후원받는 왜구의 활동이 극심해졌다. 왜구는 명과 조선을 주로 공격하였다. 일본은 포르투갈 상인의 중개무역을 이용해 명 상품을 사들이는 것이 번거로워 공식 무역로를 트려고 노력하며 조선에 주선해 달라고 부탁했으나 조선은 이 부탁을 들어주지 않았다. 히데요시도 정권을 장악한 후 명과 무역하려고 노력했으나 성사되지 못했다.

#### 군사력
명은 개국 초에 징병제와 모병제 장점을 절충한 군제인 위소제도를 채용하기 시작했다. 위소의 최소 단위는 백호소로 정원은 병사 100명과 지휘관인 총기 2명, 소기 10명 등 총 112명이었다.
각 총기는 소기 5명을 지휘하고 각 소기는 병사 10명을 지휘했다. 백호소 10개로서 천호소 1개를 구성하고 천호소 5개로서 1위를 구성한다. 유사시에는 위의 지휘관으로 참장, 유격장, 파총 등을 임명하고 중앙에서 파견되는 총병관이 이를 총괄 지휘하였으며, 1위의 병력 규모는 5,600이었다.
위 수 개가 모여서 군단 도지휘사사를 형성하는데 그 지휘관은 도지휘사이다. 여러 도지휘사사는 중앙의 오군도독부에 분속하게 되어 있었다. 위소의 병사들은 평시에는 둔전과 군사 훈련에 종사하면서 전시에 대비할 태세를 갖추다가 전시에는 중앙에서 내려온 총병관의 지휘하에 전투하였다. 군단인 도지휘사사는 각 성이나 전략상 요지에 있었으므로 명 대에는 13성의 도지휘사와 요동, 만전, 대령 등의 도지휘사사를 비롯하여 관할구역이 광대한 지역에는 행도지휘사사를 두기도 하였다.
그리하여 16세기 전반기까지 명은 전국에 16개 도지휘사사, 5개 행도지휘사사, 2개 유수사를 두고 여기에 소속된 위 493개, 소 2,593개가 있었으며, 도사에게 직속된 소어천호소 315개가 있어 그 병력은 총 329만여에 달했다. 이 밖에도 황제의 친위군으로서 궁성의 수호를 담당하는 금의, 금오, 우림 등의 25위가 있어 그 병력 수가 15만여에 달했다.
명 군제의 근간인 위소제도의 경제 기반은 군둔(軍屯)이었고 그에 초기 세금 부과는 매우 경미하였으므로 위소제도 운영에는 큰 문제가 없었으나 영락제 연간에 군둔 관리 체제를 정비하면서 둔전병 부담이 가중되어 군둔의 기초가 흔들리기 시작하였다. 그 후 1449년의 '토목보의 변'을 계기로 위소제도의 문제점을 해결하려는 방안으로서 민병 모집을 이용해 병력을 보충했다.
이 민병은 북방의 몽골족과 동남 해안 지역에 출몰하는 왜구 격퇴에 크게 기여하였으나 후대에 이르러 정치상 혼란과 더불어 군 기강이 해이해져서 그 전투력이 약화하여 역시 유명무실해졌다.이는 여진이 독립하여 후금을 세우는 결정적 계기가 되고 말았다

## 경과
도요토미 히데요시는 자국의 다이묘들이 가지고 있던 막강한 군사력을 외부로 방출시킴으로써 국내 안정과 권력 공고화를 도모하고 신흥 상업 세력을 억제하려고 명나라를 침략하게 되었다는 견해가 있다.
1592년 음력 1월 히데요시는 쓰시마 국주에게 조선으로 하여금 일본에 복속하고 명나라를 정벌하는 과정에서 일본군의 길잡이를 맡으라고 명령하였다. 소 요시토시는 명나라를 정벌하는 데 길을 빌려달라는 말(가도입명 : 假道入明)로 좋게 바꾸어 조선에 교섭해 왔으나 조선은 거절하였다.(정명가도)
이와는 별개로 도요토미 히데요시는 조선 출병 용도로 병력을 최대한 징병했다. 이 징병에 응하지 않은 다이묘로는 영지의 치안을 이유로 징병을 거절한 도쿠가와 이에야스 등이 있다.

### 전쟁 초기

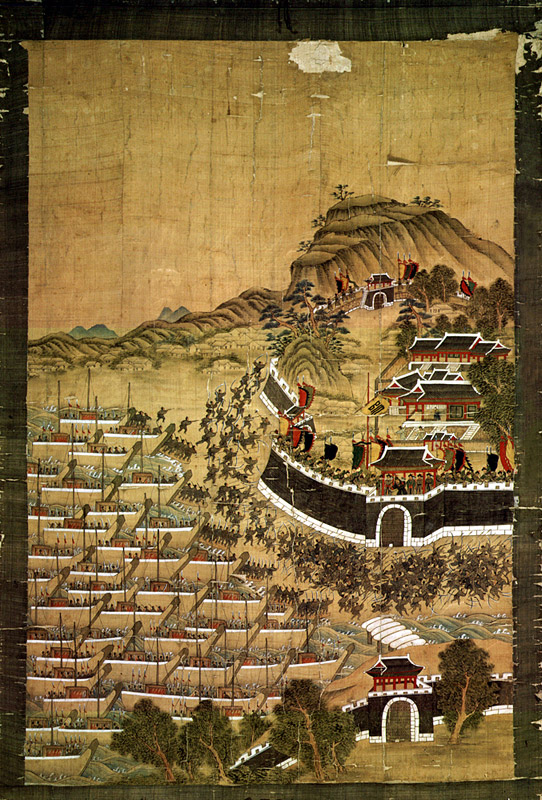
부산진 전투를 그린 부산진순절도

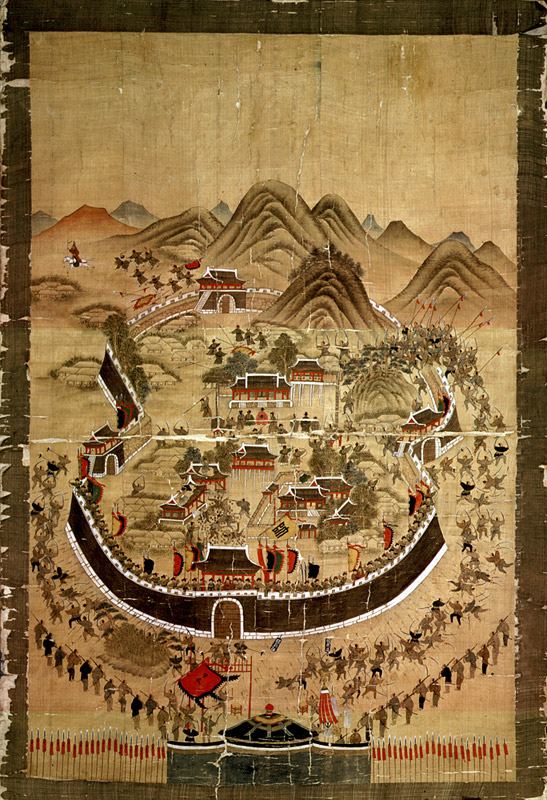
동래성 전투를 그린 동래부순절도

교섭이 결렬되자 히데요시는 1592년 5월 23일(음력 4월 13일) 군대 약 20만을 조선으로 파병해 침공하였다. 이날 정발이 지키는 부산진성과 송상현이 지키는 동래성이 일거에 함락되었다.
6월 3일(음력 4월 24일) 순변사 이일이 상주에서 일본군에게 패하고 10일 만에 경상도가 넘어갔다. 6월 7일(음력 4월 28일) 도순변사 신립이 충주의 탄금대에서 일본군에게 대패하고 전사하였다. 그러나 고니시 유키나가가 이끄는 병력도 많이 전사하고 부상당했다. 그리고 조선이 자랑하던 유일한 버팀목이 사라져 버린 셈이다
일본군의 작전은 육군은 종래 일본 사절단이 조선에서 이용하던 세 길을 따라 북진하고 수군은 조선 남해와 황해를 돌아 물자를 조달하면서 육군과 합세하는 것이었다. 고니시 유키나가를 선봉으로 하는 제1군은 부산·밀양·대구·상주·문경 등을 거쳐 충주에 이르고 제2군은 가토 기요마사가 인솔하여 울산·영천 등을 거쳐 충주에서 제1군과 합세하여 한양으로 진군하였으며, 구로다 나가마사의 제3군은 김해를 지나 추풍령을 넘어 북진하였다. 일본군이 북진해 오자 조선 왕실과 조정은 수도 한양을 버리고 북쪽으로 도주하여 분노한 백성이 궁궐과 전적을 태워버렸다는 설이있다
6월 11일(음력 5월 2일) 일본군 제1군과 제2군은 개전한 지 20일 만에 충주·여주·양근(현 양평) 등을 거쳐 한양을 점령하여 본거지로 삼았고 6월 26일(음력 5월 17일) 도원수 김명원을 임진강 전투에서 격파하고서 군을 나눠 고니시 유키나가의 군대는 평안도로, 가토 기요마사의 군대는 함경도로, 각각 한반도 북부까지 진격하였다. 7월 21일(음력 6월 13일)에 평양이 함락되었다. 다급해진 선조는 의주로 피신했다.
센고쿠 시대를 거치는 동안 수많은 전장에서 단련된 일본군은 전쟁 경험이 풍부하였고 잘 훈련되고 조직되었지만, 조선군은 군비가 제대로 갖추어져 있지 않았으며 실전 경험도 전무했다. 조선이 전쟁 가능성이 있다는 소식을 듣고 대책을 마련하였다고는 하나 오랜 기간 평화를 누리던 남부 지방에서는 심히 반발하였다. 결국, 병사들이 일본군이 진격해 온다는 급보를 듣고 탈영하는 사태도 빈번하였다. 일례로 일본군이 침공한다는 소식을 들은 이순신의 부하 포졸인 황옥현은 탈영하다가 이순신에게 적발되어 참수당하기도 했으며, 대규모 총력전을 경험하지 못했으므로 당시에는 전시 계획은 있었으나 그 실행하는 과정에서 많은 문제를 드러냈다. 예컨대 대구에는 전시 계획대로 군대가 소집되었어야 했으나 일본군의 고속 돌파로 말미암아 경장 이일이 도착하기도 전에 전역에 일본군이 진입하였고 백성과 수령도 뿔뿔이 도망친 뒤라서 일본군의 침공에 대비하여 급조한 대구읍성은 방어에 쓰이지도 못하고 버려졌고 이일은 자신이 지휘할 군대를 보지도 못하고 상주에서 일본군과 전투하기도 전에 패해서 도망쳤다.
전황이 불리하게 돌아가자 조선의 왕과 백관은 여러 비상대책을 강구하였다. 신립의 패보는 한양의 인심을 극도로 동요시키고 선조는 마침내 정신(廷臣)과 더불어 한양을 떠나 개성·평양 방면으로 도망치고 두 왕자 임해군과 순화군을 함경도와 강원도에 보내어 근왕병을 모집하라고 시키고 명나라에 사신을 지속으로 보내어 구원을 계속하여 청하였다.
왕이 한양을 나왔을 때 분노한 백성이 궁궐을 태워 버리고 노비는 자신의 문적(文籍)을 알고 있는 장례원과 형조를 불태웠다.
조정에서는 도원수 김명원에게 도성을 수비하라고 시켰으나 결국 1592년 5월 3일(음력), 도성은 손쉽게 함락되었다. 당시 일본에서는 성이 함락되면 성주는 할복하고 성에 사는 주민은 항복하여 해당 지역이 평정되는 것이 전쟁에서 기본 방식이었는데 조선은 왕이 도성을 버리고 도망치고 각지에서는 백성이 저항했다. 고려의 현종, 고종, 공민왕도 이러한 방식으로 불리한 형편을 타개했으므로 조선 백성은 별로 충격받지 않았지만, 일본군 입장에서는 굉장히 당혹스러워했고 백성이 정복자에 대항하는 실정에도 충격받았다. 일본에서 백성이란 단순히 거주를 이전하는 자유도 없는 영지에 부속된 농노나 전리품으로서 성격이 강했기 때문이다. 일본은 이런 차이를 모른 채 정복한 조선에서 보급과 급료 등 비용을 충당할 예정이었으므로 일본군의 기본 계획에 큰 차질을 빚는다.

### 어가의 도주

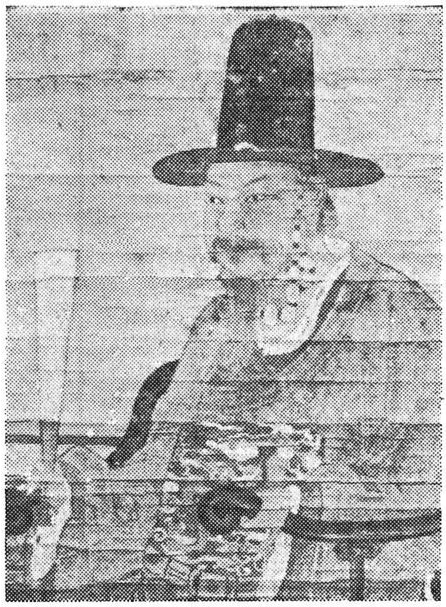
조선 선조

1592년(선조 25) 4월 13일 일본군이 부산포에 상륙, 파죽지세로 북진해오자 조정은 보름 만에 한성을 버리고 개성으로 피난했으며, 이어 평양을 거쳐 의주까지 퇴각했다.
1592년(선조 25) 4월 13일 일본군이 부산포에 상륙하였다. 임진왜란이 터지자 선조는 의정부우의정 이양원(李陽元)을 수성대장(守城大將)에 임명하고, 이전과 변언수(邊彦琇)를 수성좌위장(左衛將)과 경성우위장(右衛將)에, 신각(申恪)을, 중위대장(中衛大將)에, 박충간(朴忠侃)을 경성순검사(京城巡檢使)에 임명하여 성곽을 수축하고, 도성을 방비하게 하였다. 선조는 한편으로 징병대를 구성해 징병 체찰사(徵兵體察使)에 이원익과 최흥원을 임명하고 징병대를 전국에 보내 15~60세 남성을 징집하게 했다.
송상현, 정발 등이 전사하고 4월 28일 충주 탄금대 전투에서 도원수 신립과 부원수 김여물이 이끄는 토벌대 1만 6천명이 몰살당하고 4월 말 일본군은 경기도로 들어왔다. 이에 선조는 파천, 천도를 결정한다. 이후 일본군이 개성까지 함락하고 황해도로 북진해 오자, 선조와 백관 일행은 또다시 도망치기로 마음을 굳게 정하였다. 4월 28일 선조는 대간을 불러 파천을 상의하고, 바로 조정에서는 파천을 논의하였다. 바로 정사가 소집되고 대신들은 모두 파천을 반대하였다. 이날 영의정 이산해(李山海)는 혼자 울며 통곡하다가 정사가 끝난 뒤 승지 신잡(申磼)에게 과거에도 피신한 사례가 있었다며 설명하였다. 그리고 대신들은 모두 이산해를 비판했다.
혼란에 빠진 선조는 어디로 가야할지를 신하들에게 물었다. 이에 도승지 이항복은 의주에 가서 어가를 멈추고 있다가 만약 어려운 상태에 빠져서 힘이 다 없어지고 팔도가 적에게 모두 함락된다면, 즉시 명나라 조정에 가서 사태의 위급함을 호소해야 한다면서 요동과 가까운 의주 쪽으로 피난할 것을 건의했다. 4월 28일 선조는 이원익, 최흥원, 우부승지 신잡, 주서 조존세(趙存世), 가주서 김의원(金義元), 봉교 이광정(李光庭), 검열 김선여(金善餘) 등을 만나 파천을 선언한다. 바로 광해군을 세자로 정했는데, 세자 책봉은 평양성에 도착하여 임명한다. 한편 천도를 반대하는 상소가 올라오는가 하면 4월 29일 해풍군 이기(海豊君 李耆) 등은 궐문을 두드리며 통곡했다. 이에 선조는 "가지 않고 마땅히 경들과 더불어 목숨을 바칠 것이다."며 이들을 돌려보냈다. 그러나 천도는 결정되었고 4월 30일 궁인들을 소집한 선조는 궐문을 나섰다.
한양에서 백성을 두고 도망친 선조와 백관 일행은 임진강을 건너자 일본군의 추격을 늦추려고 나루터를 방해하고 배 여러 척을 침몰시켰다. 선조 일행은 일본군이 한강 이남까지 진격해 오자 다시 도망쳤으며, 개성을 거쳐 평양에 이르러서는 광해군을 왕세자로 책봉하였다. 당시 선조는 도읍지를 평양으로 옮기는 천도를 계획했다가 대신들의 반대로 무산되었고, 1592년 6월 22일 의주 행재소에서는 명나라로 망명을 계획하고 사신을 보내 6월 27일 망명 허락을 명나라로부터 받았지만 대신들의 반대로 무산되었다. 선조는 이런 굴욕 속에서 몽진에 성공하였다.
도성의 사대부들의 계속된 환도 요청과 사헌부와 사간원이 여러 번 선조에게 돌아올 것을 요청, 1593년(선조 26) 9월 21일에 출발하여 10월 3일 한양에 도착하였다. 선조는 의주까지 가서 명나라로 피신, 망명정부를 세울 것도 고려하였으나 신하들의 반대로 실패하였다. 사헌부와 사간원의 계속된 환도 요청에 선조는 1593년(선조 26) 9월 7일 양위 의사를 밝혔다가 승정원의 만류와 9월 21일 의정부좌의정 윤두수의 만류로 철회하였다. 1593년(선조 26) 8월 의주에서 몇차례 남하하여 평양성을 거쳐서 해주까지 왔다가 다시 의주 근처로 올라가는 일을 반복하였다.
1593년 9월 20일 윤두수는 속히 환도할 것을 주청하였다. 선조는 갈팡질팡하다가 1593년(선조 26) 9월 22일 해주를 출발, 9월 23일 연안부에 도착, 2일간 머무르자는 비변사의 건의로 4일간 머무르다가 9월 27일 개성, 9월 28일 파주 동파역(東坡驛)을 거쳐 9월 29일 고양 벽제관을 거쳐 10월 1일 벽제관을 출발, 한성부 정릉동 행궁에 나타났다.

### 조선군의 반격

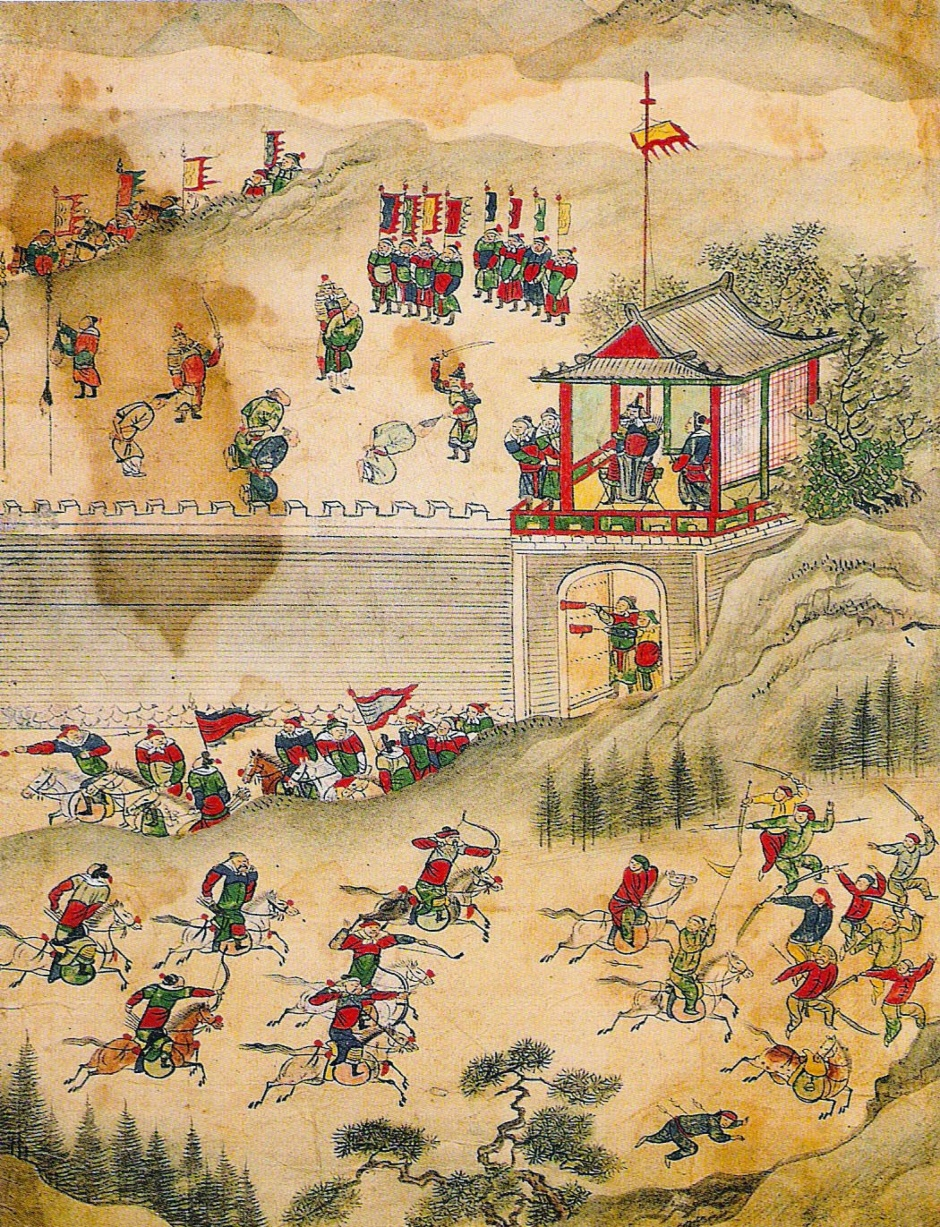
함경도를 수복하는 북관대첩을 그린 창의토왜도

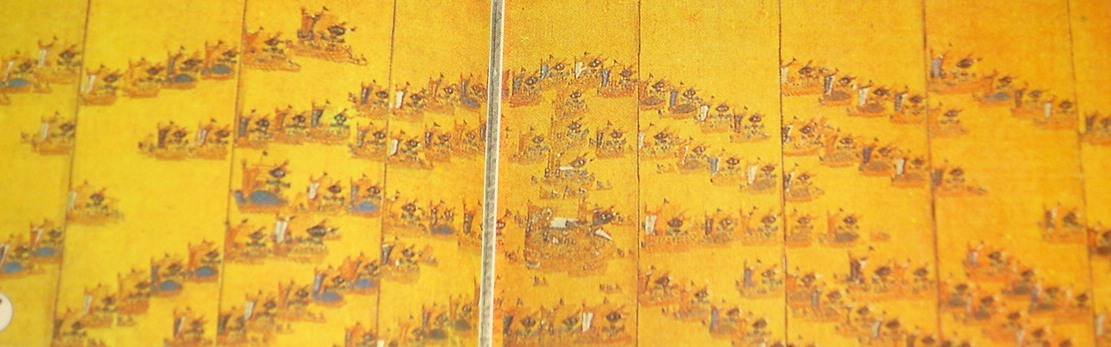
이순신의 학익진에 대해 묘사한 수조병풍도

조정에서는 그와 함께 또 하나의 조정인 분조를 꾸렸는데 평양에서 왕세자로 책봉된 광해군이 이를 이끌고 각지를 돌아다니면서 의병 봉기를 촉구하고 의병 부대를 국가의 정식 군대로 인정하였다. 이는 조선이 병농일치 군사제도를 시행하였으므로 당연한 절차였고 의병장에게 관직을 주고 무과에 급제하고 현감 이상 관직이 있는 관리로서 대우해줬지만, 의병장을 대상으로 하는 관직 제수와 우대는 기존 무과 급제를 이용해 정식으로 장수가 된 자들과 알력을 일으켰는데 이런 알력이 첨예화하여 폭발한 것 중 하나가 김덕령 사건이다. 한편으로 공명첩으로써 군량미를 모으고 근왕군을 모집하기도 했다. 광해군이 분조를 이끌고 활발히 활동하는 것을 전해 들은 각지 사대부와 백성은 광해군을 따르고 근왕군에 참가하려고 찾아왔다. 광해군은 근왕병을 모집하고 군량미를 확보하였으며 민심을 안정시켰다. 이에 명나라 장군들도 광해군을 극찬하였다.
의병들은 곳곳에서 일본군의 보급로와 통신망을 차단하여 일본군을 곤란에 빠뜨렸다. 의병의 봉기로 민심은 차츰 제자리를 찾게 되었으며 조선 관군도 재기할 시간을 벌었다.
추가로 부원수 신각은 김명원, 이양원과 합세하여 한강방어선을 막고 있었으나 4만 일본군을 막을 수 없어 모두 흩어지고 이시원 등과 함께 해유령 전투에서 가토 기요마사의 선발대인 70여명의 일본군을 죽인다. 그러나 이미 조정과 이양원,김명원과의 연락이 두절된 상태로 한양의 정 북쪽인 양주로 후퇴했다. 그러나 임진강 방어선이 뚫리자 비변사는 신각을 적전도주자로 간주하고 참형을 선고한다. 유성룡의 징비록에는 신각이 적전도주자로 간주되어 사형을 내리러 망나니가 내려감과 동시에 신각의 승리가 보고 되어 조정에서 다시 사람을 보내 망나니에게 사정을 이야기 하려 했다. 결국 집행지까지 가서야 망나니를 만날 수 있었는데 이미 신각은 처형당한 뒤였다. 유성룡은 징비록에서 신각의 죽음을 보고 선조의 무능함을 꼬집어 비판하기도 했다.
1592년 또한, 이순신이 이끄는 조선 수군은 압도적인 화력과 탁월한 전술을 이용하여 일본 수군을 음력 5월 사천 해전에서, 음력 6월 당포 해전에서, 음력 7월 한산도 대첩에서 패퇴시키고 제해권을 장악하였다. 일본군은 보충 병력과 군수품 수송이 어려워져 곤경에 빠지게 되었다. 명나라에서 온 원군의 활약과 조선 수군과 의병의 활동은 조선에 불리하였던 전세를 소강상태로 만드는 원동력이 되었다. 이때 명나라와 함께 조선에 파병돼 일본군과 싸운 포르투갈 용병들이 있었다. 포르투갈의 선진화된 문물을 갖춘 용병을 '해귀(海鬼)'라 불렀다. 명나라가 고용한 포르투갈의 용병들이었다.
한편 국내 각처에서는 일본군의 침공에 대항하는 의병이 일어났다. 조헌은 충청도 옥천에서 일어나 청주에 주둔한 일본군과 전투하고 금산에 주둔한 일본군을 공격하다가 전사하였고 곽재우는 경상도 의령에서 거병하여 의령과 창녕에서 일본군과 일전을 벌이고 진주에서 김시민과 함께 일본군을 방어하였다. 고경명은 전라도 장흥에서 거병하여 은진까지 북상하였다가 금산성에서 일본군과 격전하다가 전사했으며, 김천일은 호남에서 거병하여 수원을 근거지로 일본군과 전투하고 강화도로 진을 옮겼다가 다음 해 진주에서 전사하였다. 정문부는 함경도에서 활약하여 경성과 길주를 회복하고 일본군을 몰아내어 함경도를 수복하였다. 묘향산의 서산대사 휴정스님은 격문을 팔도 승려에게 보내 제자 사명당 유정과 더불어 승병 1700명을 이끌고 평양 탈환전에 참여해 공을 세워 도총섭에 임명되었으며, 스님의 제자 처영도 승병을 모집하여 전라도에서 권율과 함께 활동하였다.
특히, 조선군은 김시민의 제1차 진주성 전투, 권율의 이치 전투에서 일본군에게 크게 방어하여 전라도가 온전할 수 있었고, 왜란 직전 전라도 병마절도사에 임명되었으나 임명장을 수령받지 못해 진도군수 자격으로 한산도대첩에 참여했던 선거이가 개전 8개월만에 다시 전라도 병마절도사로 재임명되어 전라도 병력을 수습하여 방어선을 구축한 것 등이 일본군을 주춤하게 하였고 일본군의 작전에 차질을 빚게 하였으며, 많은 인구가 사는 조선 최대 곡창지대인 전라도를 기반으로 전력을 재정비할 수 있었을 뿐만 아니라 이순신의 전라 수영이 육지에서 일본군의 내습 걱정 없이 해전에 전념할 수 있게 해 주었다.
승전의 뒷 배경에는 단순히 뛰어난 지휘력과 급습 말고도 총통이라는 훨씬 더 강력한 화력병기 및 안정적인 판옥선에 더해 거북선이라는 새로운 전투함이 조합된 '발전되고 강력한 무기체계'의 전력화가 있었다.

### 명군의 개입

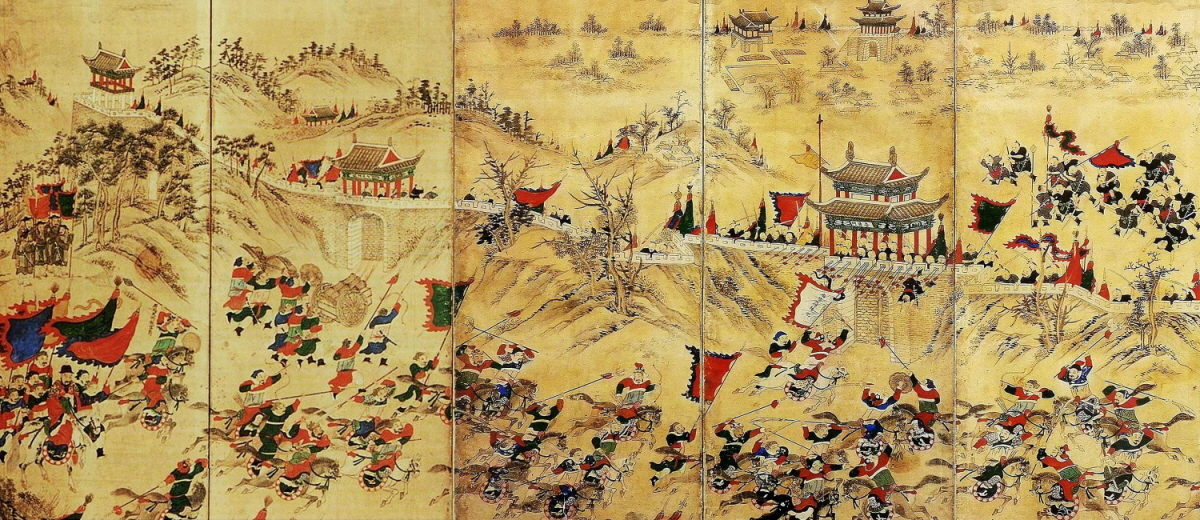
조명연합군의 평양성 탈환 모습을 묘사한 병풍

한편, 의주로 도망친 선조는 명나라에 계속하여 구원을 간청하였다. 명나라 조정에서는 여론이 분분하였으나 병부상서 석성의 주장으로 자국의 영토까지 전쟁이 번지는 형편을 막으려면 조선에서 적을 방어해야 상책이라는 판단하여 대규모 원병을 파견하였다. 이 때 명나라는 일본의 의도가 명 정벌에 있다고 판단하였다. 한편, 몇 해 전 조선의 역관이 명나라 여자를 홍등가에서 구한 적이 있었고 그 여자가 나중에 석성의 부인이 되었고 조선의 곤란을 듣고 부인이 석성을 설득해 조선에 명군이 파병되었다는 일화도 전래한다. 조선의 거유(巨儒)인 성호 이익은 저서에서 임진왜란의 최고 공신은 석성이라고 평가했다.
요양부총병 조승훈은 병사 5천을 이끌고 평양성을 공격하였으나 패하자 명나라에서는 심유경을 평양에 파견하여 화의를 제창하게 하는 한편 1593년 음력 1월 이여송, 송응창이 이끄는 4만여 대군은 조선군과 합세하여 평양을 수복하고 일본군은 한양으로 퇴각하였다. 명군은 처음에 파병한 3천여 명을 시작으로 종전할 무렵에는 10만여 대군을 조선에 주둔시켰다.
일본의 기록에 의하면 명군이 전쟁의 판도를 바꾸었지만, 명나라가 개입하여 전쟁이 길어진 측면도 있다고 평가된다. 개전 1년 후 조선군은 오합지졸 병력 17만 5천을 모았고 전선도 경상도 남부로 고착되었으나 전세가 불리할 때마다 일본은 강화를 요청하였고 피해나 위험 부담 없이 전쟁을 마무리하고 싶었던 명군은 조선 장수들의 공세 요구를 묵살하고 강화에 응했다.
명군은 벽제관 전투에서 패하여 개성으로 한때 후퇴하였다. 이에 일본군은 한양에 집결하여 마침 함경도에서 철수하는 가토 기요마사의 군대와 연합하여 행주산성을 공격하였다. 행주산성은 권율이 방어하던 곳으로서 일본군과 격전을 벌인 끝에 방어하였다. 행주대첩은 권율의 분전도 있었지만, 승병을 비롯한 병사들의 용맹한 활약과 화차의 활약이 매우 컸다. 특히 이 공성전에서 일본군 총대장 우키타 히데이에는 부상을 입었다. 행주산성 방어전은 김시민의 진주성 전투, 이순신의 한산도 대첩과 함께 임진왜란의 3대첩 중 하나이다.

### 강화 회담
명나라는 심유경을 한양의 일본군 본진에 다시 보내어 화의를 계속 추진하였고 일본군도 보급 문제로 말미암은 전황 불리, 명군의 진주, 악역(惡疫)이 유행한 탓에 화의에 응하여 1593년(선조 26년) 음력 4월에 전군을 남하시켜 서생포에서 웅천에 이르는 사이에 성을 쌓고 화의 진행을 기다리게 되었다.
그러나 일본군은 제1차 진주성 전투에서 함락하지 못한 진주성을 공격하여 조선군과 9일간 치열하게 전투한 끝에 의병장 김천일·경상우병사 최경회·충청병사 황진 등을 전사시키고 성을 함락하였으나 일본군도 피해가 커서 전라도로 진격하지 못하였다. 이것이 제2차 진주성 전투이다. 이로써 전란 내내 전라도는 일본군의 침입으로부터 보전되었다. 전라도는 최대의 곡창지대이며 인구가 많아 반격의 발판으로 중요했다. 또한, 일본군이 육로를 통해 전라 수영, 즉 이순신의 해군기지의 곧바로 진격하여 육지를 통해 배후를 공격하는 최악의 상황도 이루어질 수 없게 되었다. 2차 진주성 전투 이후 이순신은 현덕승에게 보낸 편지에서 "若無湖南 是無國家(만약 호남이 없으면 나라가 없을 것이다.)"라고 적었다.
1593년 음력 8월 명나라는 일본군과 휴전협상을 제의했다. 양국은 3년에 걸쳐 지루하게 휴전하고 협상하는 과정에서 이몽학의 난이 일어나기도 했다.

### 관련 기록
"신이 처음 일본에 이르렀을 때에는 일이 대부분 순조로왔습니다. 행장과 정성 등이 와서 영접하며 말하기를 ‘관백이 조사(詔使)502) 와 귀국의 사신이 온다는 말을 듣고 기뻐하면서 우리들에게 교외(郊外)에 나가 영접하는 것이 좋겠다는 칙령을 내렸기 때문에 우리들이 왔다.’ 하였습니다. 왕명을 전달하는 날에 관백이 말하기를 ‘일본이 중국과 통신하려 하는데 조선은 길을 빌려 주지 않았고, 그후 심 유격(沈遊擊)이 화친을 의논하려 할 때에도 조선에서는 오히려 중국에 군대를 청하여 화친하는 일을 낭패시켰으며, 또 그후에 중국 사신이 부산 진영에 들어올 때에도 조선에서는 사신 한 사람도 일본으로 함께 들여보내지 않다가 중국 사신이 일본에 들어오는 날에야 비로소 사신을 보내 왔다.
원래 왕자의 생살(生殺)과 고락(苦樂)은 모두 우리손에 달려 있었으나 우리는 예로써 대우하여 돌려보내 주었는데, 저들은 오히려 나를 무례(無禮)하게 대하였기 때문에 내가 노한 것으로 다시는 조선 사신을 만나지 않겠다.’ 하고, 명일에 오직 중국 사신만을 접대하라고 명령하였습니다. 다음날 두 중국 사신이 봉작례(封爵禮)를 행하였는데, 관백은 뜰에 서서 오배삼고두(五拜三扣頭)의 예를 행하고 경건한 태도로 내려주는 의복을 받았으며, 그의 신하 40여 인이 모두 차등 있게 황제의 하사품을 받았다고 합니다. 신은 관백이 출입을 금지하여 참석하지 못하였으므로 친히 보지 못하여 그간의 내용을 상세히 알 수는 없고 인편으로 전해 들었으나 또한 모두 믿기가 어렵습니다."

### 제2차 침입과 종전
일본 수군은 칠천량 해전에서 조선 수군을 전멸시켰고 일본 육군은 임진년 침공과 다르게 보급로를 탄탄히 하려고 전라도를 점령한 후 한양을 공격하기로 한다.
당시 일본 수군은 이순신의 파직과 원균의 칠천량 해전 대패로 말미암아 남해안 대부분의 제해권을 장악하였고 일본 육군은 1597년 9월 25일(음력 8월 15일), 9월 29일(음력 8월 19일) 남원 전투, 전주성에서 조명 연합군을 대파하고 남원과 전주를 함락시킨 일본 육군은 전라도를 점령하고 충청도 직산까지 진격하여 명군과 대치하기에 이른다.
남원과 전주를 함락한 일본 육군은 전라도를 점령하고 충청도 직산까지 진격했다. 후에 직산에서 명군과 대치하여 몇 차례 전투하였으나 이순신이 지휘하는 조선 수군이 명량해전에서 일본 수군을 대파시키자 보급선이 끊길 것을 우려한 일본 육군은 직산을 끝으로 더는 진격하지 못했다.
1597년 12월 말에서 1598년 1월 초에 걸쳐 조명 연합군은 울산왜성을 공격했으나 함락시키지 못하였다.
1598년 9월 말부터 10월 초에 걸쳐 조명 연합군은 서로군, 중로군, 동로군을 편성하고 수군이 이를 받치는 형태의 사로 병진 작전을 개시하였다. 이는 서쪽에서 순천왜성(고니시군), 사천왜성(시마즈군), 울산왜성(가토군)을 동시에 공격하는 태세였으나 왜교성 전투, 제2차 울산성 전투, 사천 전투에서 패하였다.

이 때 도요토미 히데요시가 도중에 죽자 일본군은 결국 이를 극비에 부치고 본국으로 철수하기 시작하였다. 이순신은 노량에서 철수하는 일본군을 쫓아 함대를 대파하여 승리했으나 전투 중에 전사하였고 일본군은 전투에는 패배했으나 본국으로 철수에는 성공하여 임진왜란은 종전하였다.

## 대중문화 속의 임진왜란
대한민국의 경우는 여러 드라마와 영화를 통해 상세히 묘사를 하지만, 일본의 경우 자신들이 패배한 전쟁이기 때문에 최대한 간단하게 다루려고만 하며 별로 대중문화로 창작하려는 모습이 없다.
한국 입장
- MBC 대하드라마 《조선왕조오백년》 임진왜란 편에서는 일본군이 조선에 침략하여 약탈과 학살을 벌이는 장면, 대규모 해전 등 조선군과 일본군의 전면전이 묘사되었다. 《조선왕조오백년》〈임진왜란〉 편은 1991년 10월부터 일본 NHK를 통해 방영되었다.[39]
- KBS 드라마 《불멸의 이순신》에서 임진왜란은 일본의 정치적 목적에 의하여 전쟁과 외교가 병행된 전쟁으로 묘사되었다.
- 영화 《천군》에서는 이순신의 활약 보다는 인간적 내면을 더 비중있게 다루었다.
- 영화 《명량》에서는 임진왜란 중 제 2차 침략(정유재란)의 명량대첩을 다루었다.
- 2015년 방영된 KBS 드라마 《징비록》에서 류성룡 선생이 집필한 '징비록' 내용을 바탕으로 임진왜란이 발생하기 전부터 이순신이 전사한 노량해전까지 시기에 조정에서 펼쳐지는 이야기를 묘사하고 있다.

일본 입장
- 일본에서는 임진왜란이 원의 일본 원정[40]에 비해서 중요하게 다루어지지 않으며 비교적 간단하게 다루어진다. 그러나 시간이 흐를수록 다루는 내용이 점점 상세해지고 있다.
- NHK 대하드라마 《공명의 갈림길》에서 히데요시가 출병을 명령하는 단 한컷만으로 임진왜란을 묘사하였다. 이는 그 이전, 그 이후의 작품에도 마찬가지였다.
- 일본 역사소설 《도쿠가와 이에야스》에서는 의외로 히데요시 말년에 있어 중요한 의미를 갖는 전쟁으로 그려진다. 히데요시는 전 주군 《오다 노부나가》 영향을 받아 전쟁의 계획만 있던 중, 어렵게 얻은 친아들이 병사해 슬픔을 잊고자 갑자기 실행에 옮기는 것으로 묘사된다. 곧 또다른 아들인 히데요리가 출생하고 승전소식이 전해지자 히데요시는 기뻐하였다. 그러나 조선군 활약과 명나라 참전으로 전황이 고착되고 자신에게 병이 찾아오자 많은 집착과 근심을 보인다. 결국 히데요시 죽음으로 전쟁은 급하게 종결되고, 무리를 둔 조선침략은 이후 다이묘간 분쟁과 도쿠가와 이에야스의 대두, 세키가하라 전투(1600년)를 가져와 히데요시의 일본천하를 붕괴시킨다. 소설 속에서 상당히 미화된 측면이 있으나, 어쨌든 이에야스는 조선과 전쟁을 되풀이 할 가능성이 없는 것으로 묘사된다. 《선조》와 《이순신》, 《울산성 전투》, 《노량해전》이 서술되어 있다.
- 2010년대 중반에 이르러서는 드디어 임진왜란을 상세히 묘사하기 시작한다. NHK 대하드라마 《군사 간베에》에서는 실제 임진왜란이 다뤄지는데, 참전한 다이묘들 조차 이 전쟁은 명분도 없이 죄없는 조선을 괴롭히는 것이라 말하며, 여름엔 엄청나게 습하고 더운 데다가 겨울에는 살인적으로 추운 조선의 기후에 대해 엄청난 염증을 느낀다. 싸우자는 측과 싸우지 말자는 측이 서로 갈라져 다투는 장면을 묘사를 했다. 심지어 임진왜란을 일으킨 도요토미 히데요시가 정신이 나가버렸다는 대사까지 하고 있다.
- 일본의 만화 노부나가를 죽인 남자에서 임진왜란이 상세히 묘사되며 이순신의 활약도 묘사된다.

## 당시 사용된 무기
| - 현자총통 - 지자총통 - 비격진천뢰 - 차대전 - 화차 - 천자총통 - 수노기 - 장군전 - 팔각총통 - 변이중화차 - 편전 | - 가마야리 - 나이카마 - 시케토우 유미 - 시호다케 유미 - 일본도 - 종자도총(다네가시마 뎃포/철포) - 유럽의 화승총인 아르카부스(아쿼버스)의 일본판 |

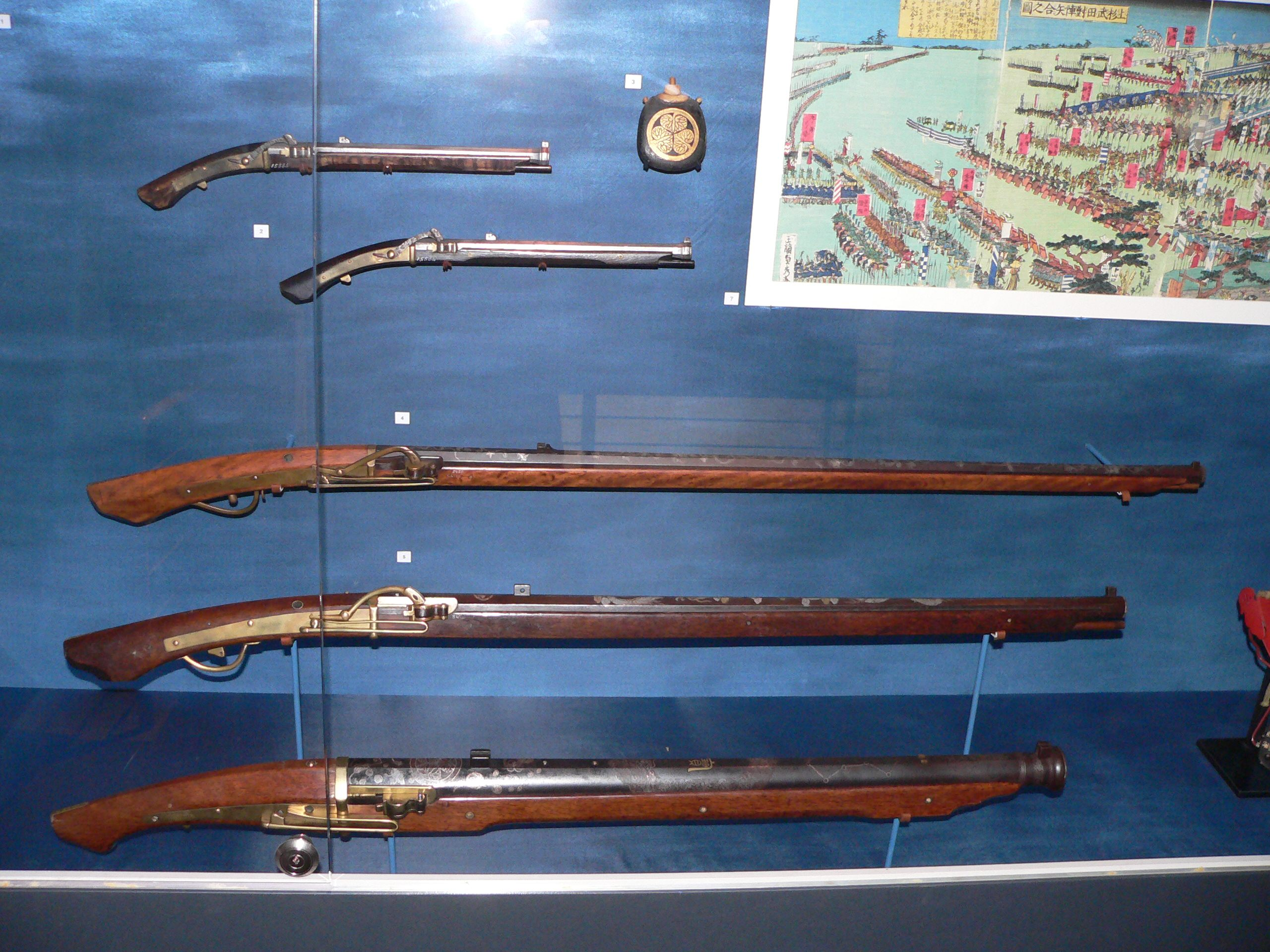
일본에서 생산된 종자도총(조총)

### 양국 주력함 비교

#### 조선
조선의 군함은 바닥 부분이 평평하며 일본의 군함보다 내구력이 뛰어났다.
- 거북선

판옥선 위에 판자를 덮어 방어체계를 갖춘것 외에는 판옥선과 동일하다. 한때 위인전기 등에서 세계 최초의 철갑선이라 하였다. 거북선은 다른 전함에 비해 고도의 기동성이 요구되었다. 거북이를 닮아서 거북선이라 했다.
- 판옥선

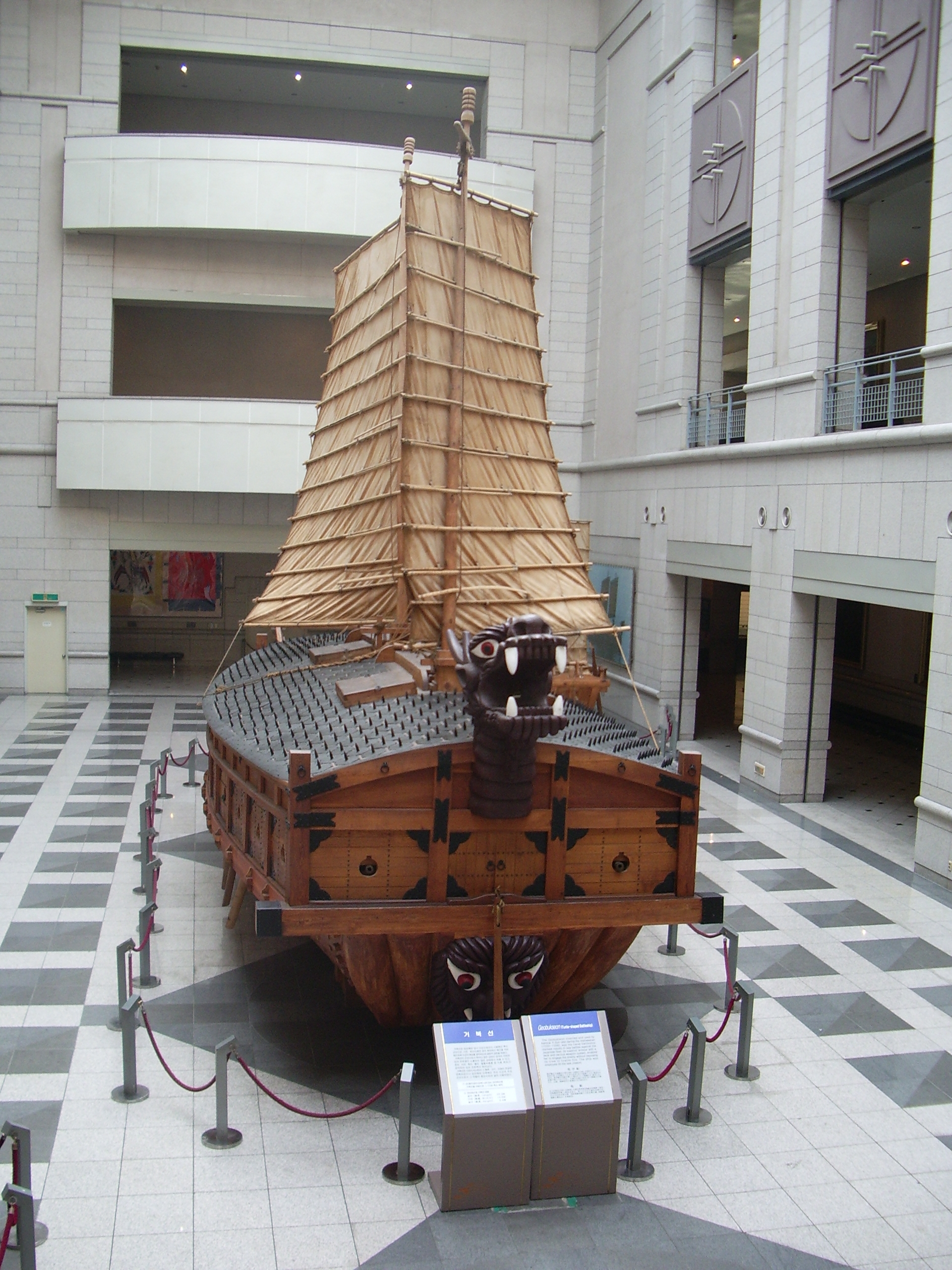
서울 전쟁기념관에 있는 거북선 모형

조선의 주력 군함으로, 함선 위에 판자로 만든 집(누각)이 있다고 하여 판옥선이라 불렸다.
- 협선

정찰과 연락용도로 사용한던 군함이다. 일반적으로 조선의 각 수군 항구에서는 판옥선과 협선을 1:1비율로 보유하는 것이 규정사항이었다. 다른 함선에 비해 알려진 바가 적다.

#### 일본
일본의 군함은 바닥 부분이 뾰족하며 배 위에 집 모양의 누각을 세웠다. 대체로 조선의 군함에 비해 크기가 작고 내구력이 약했다. 하지만 속도는 판옥선에 비해 더 빨라서 판옥선에 붙어서 백병전을 했다.
- 아타케부네
- 세키부네
- 고바야

## 기타
전쟁 중 민중에 대한 수탈은 극에 달했었는데, 조선군, 명군, 일본군 모두 현지에서 식량 조달을 하려 했기에 가혹한 약탈에 다수의 농민들이 경작을 포기함으로서 유민이 됐다. 또 조선군보다 명군에 우선적으로 식량 공급이 이루어졌기 때문에 조선군의 사기 저하는 적지 않았다. 여기에 명군의 조선 민중에 대한 무질서한 약탈 등도 횡행해 민중은 일본을 침략자로서 배격하면서도 동시에 악랄하게 백성을 억압해온 조선 왕조에 반란을 일으킬 정도로 명군도 제2 침략자로 미워했다.
한편 조선의 양반 계층(지배층) 사이에서는 명의 원군 덕분에 조선은 멸망을 면했다는 의식인 '재조지은'이 강조되어 명에 대한 은의를 중시하는 사상이 퍼져 사대주의적 입장이 한층 더 강해졌다.
한편 임진왜란 전의 정세보고를 한 황윤길과 김성일의 문제가 1945년 해방 직후에까지 이어지면서 논란이 되었다. 황윤길의 집안 후손인 사학자 황의돈이 학봉 김성일을 비판적으로 기술한 점이 2000년대에 와서 알려지면서 논란거리가 된다. 현대에 들어와 교과서를 편찬하면서 현대 한국사학사에서 김성일은 임진왜란을 유발한 전화의 책임자로 기록되었다. 이러한 논지를 띤 최초의 학자는 황윤길의 문중 족손인 황의돈이었다.
임진왜란 중 왜군에 가담한 프랑스인 선교사가 조선 근처에 온적이 있었는데, 그 선교사는 “조선 수군들은 일본 배만 보면 환호성을 지르며 달려들었다” 라고 기록하였다. 또한 조선 수군이 물고기 잡던 일본 배들을 보자마자 돌격해 침몰 시켰다는 기록도 남겼다.
해방 후 동국대학교에서 한국사학을 연구한 제1세대 학자인 황의돈은 《신편 조선 역사》 128~129쪽에서 “류성룡, 이산해 등 당시 득세한 동인이 김성일의 편을 들어 군사 시설을 모두 부수고 조정의 모든 대신들이 마음을 놓아 태평한 꿈에 취하여 드러누웠다.”고 기록함으로써 임진왜란의 책임이 김성일에게 있다고 기록하였다. 이를 두고 신복룡은 “한 역사적 인물의 행적은 그의 진심과 동기를 이해하는 데에서부터 비롯해야 하며 그의 진심은 그가 마지막 생애를 어떻게 마쳤는가에 따라 평가되어야 한다.”라며 “김성일은 신중한 애국자요 충신이었지 결코 의롭지 않게 거짓말을 말할 사람은 아니었다. 그는 문중 사학의 희생자였다.”라며 안타까워했다.
흑인이 조선 수군에 용병으로 고용되어 참전한 기록이 있다.
| “ | 일명은 해귀(海鬼)이다. 노란 눈동자에 얼굴빛은 검고 사지와 온몸도 모두 검다. 턱수염과 머리카락은 곱슬머리이고 검은 양모(羊毛)처럼 짧게 꼬부라졌다. 이마는 대머리가 벗겨졌는데 한 필이나 되는 누른 비단을 반도(磻桃)의 형상처럼 서려 머리 위에 올려놓았다. 바다 밑에 잠수하여 적선(賊船)을 공격할 수가 있고 또 수일 동안 물속에 있으면서 수족(水族)을 잡아먹을 줄 안다. 중원 사람도 보기가 쉽지 않다. | ” |

이 흑인들은 파랑국(波浪國, 현재의 모잠비크) 출신으로 알려졌다.

## 주요 인물
굵은 글씨는 각 국의 지도자. 칼표( †)가 붙은 인물은 전쟁 중 사망한 인물.
| \| - 강찬 - 강항 - 계월향 - 고경명 † - 고인후 † - 고종후 † - 고언백 - 곽재우 - 곽재기 - 곽준 † - 곽흘 - 광해군 - 권율 - 권응수 - 권준 - 권종 † - 김경로 † - 김덕령 † - 김명원 - 김성일 † - 김시민 † (제1차 진주성 전투에 전사) - 김억추 - 김면 † - 김여물 † - 김연광 - 김완 \| - 김개국 - 김응남 - 김응서 - 김응함 - 김제갑 † - 김천일 † - 김충선 - 김희철 † - 나대용 - 민정붕 - 박의장 - 박진 - 박홍 † - 배설 - 배흥립 - 백광언 † - 백사림 - 변이중 - 사명대사 - 서산대사 - 서예원 † - 조경 - 선거이 † - 성혼 - 손인갑 † - 신성군 - 신호 † - 심대 \| - 선조 - 송대립 - 송상현 † - 송언신 - 송유진 - 송희립 - 순화군 - 신각 † - 신립 † - 신점 - 안위 - 양대박 † - 여여문 † - 영규 † - 오억령 - 오응정 - 우배선 - 우치적 - 우복룡 - 원균 † (칠천량 해전에 전사) - 원사웅 - 원호 † - 유극량 - 류성룡 - 류숭인 - 류종개 † - 윤경원 † - 윤근수 \| - 윤두수 - 윤탁연 † - 이각 - 이경록 - 이광악 - 이덕형 - 이몽학 † - 이복남 - 이산해 - 이성임 - 이순신 † (정유재란 중 노량해전에 전사) - 이순신 - 이시언 † - 이억기 † (칠천량 해전에 전사) - 이영남 † - 이운룡 - 이원익 - 이일 - 이장손 - 이전 - 이정암 - 이준 (1560년) - 이항복 - 이헌국 - 임중량 - 임해군 - 임현 † - 정걸 \| - 정경세 - 정기룡 - 정기원 † - 정담 † - 정득열 - 정문부 - 정발 † - 정세아 - 정운 † - 정원군 - 정인홍 - 정평구 - 정철 † - 정탁 - 정희적 - 진대유 - 조헌 † - 조종도 † - 최강 - 처영 - 최경회 † - 최호 † - 하원군 - 한극함 - 한백록 † - 한호 - 한효순 - 한응인 - 허성 - 허준 \| - 한명련 - 황박 - 황윤길 - 황진 † \| | | | | |                                   |
| - 강찬 - 강항 - 계월향 - 고경명 † - 고인후 † - 고종후 † - 고언백 - 곽재우 - 곽재기 - 곽준 † - 곽흘 - 광해군 - 권율 - 권응수 - 권준 - 권종 † - 김경로 † - 김덕령 † - 김명원 - 김성일 † - 김시민 † (제1차 진주성 전투에 전사) - 김억추 - 김면 † - 김여물 † - 김연광 - 김완 | - 김개국 - 김응남 - 김응서 - 김응함 - 김제갑 † - 김천일 † - 김충선 - 김희철 † - 나대용 - 민정붕 - 박의장 - 박진 - 박홍 † - 배설 - 배흥립 - 백광언 † - 백사림 - 변이중 - 사명대사 - 서산대사 - 서예원 † - 조경 - 선거이 † - 성혼 - 손인갑 † - 신성군 - 신호 † - 심대 | - 선조 - 송대립 - 송상현 † - 송언신 - 송유진 - 송희립 - 순화군 - 신각 † - 신립 † - 신점 - 안위 - 양대박 † - 여여문 † - 영규 † - 오억령 - 오응정 - 우배선 - 우치적 - 우복룡 - 원균 † (칠천량 해전에 전사) - 원사웅 - 원호 † - 유극량 - 류성룡 - 류숭인 - 류종개 † - 윤경원 † - 윤근수 | - 윤두수 - 윤탁연 † - 이각 - 이경록 - 이광악 - 이덕형 - 이몽학 † - 이복남 - 이산해 - 이성임 - 이순신 † (정유재란 중 노량해전에 전사) - 이순신 - 이시언 † - 이억기 † (칠천량 해전에 전사) - 이영남 † - 이운룡 - 이원익 - 이일 - 이장손 - 이전 - 이정암 - 이준 (1560년) - 이항복 - 이헌국 - 임중량 - 임해군 - 임현 † - 정걸 | - 정경세 - 정기룡 - 정기원 † - 정담 † - 정득열 - 정문부 - 정발 † - 정세아 - 정운 † - 정원군 - 정인홍 - 정평구 - 정철 † - 정탁 - 정희적 - 진대유 - 조헌 † - 조종도 † - 최강 - 처영 - 최경회 † - 최호 † - 하원군 - 한극함 - 한백록 † - 한호 - 한효순 - 한응인 - 허성 - 허준 | - 한명련 - 황박 - 황윤길 - 황진 † |

| \| - 동일원 - 두사충 - 등자룡 † - 마귀 - 만세덕 - 모문룡 - 사대수 - 사유 † \| - 석성 - 설반 - 송응창 - 숭정제 - 심유경 † - 양소훈 - 양방형 - 양원 † \| - 양호 - 오유충 - 오종도 - 유정 - 이령 - 이방춘 - 이여송 \| - 이여백 - 이유승 † - 이종성 - 임세록 - 장국충 † - 장보지 - 장세작 - 장표 † \| - 조승훈 - 전세정 - 진린 - 진유격 - 천만리 - 천총 † - 팽신고 - 황응양 \| |                                                                       |                                                          |                                                                             |                                                                       |
| - 동일원 - 두사충 - 등자룡 † - 마귀 - 만세덕 - 모문룡 - 사대수 - 사유 † | - 석성 - 설반 - 송응창 - 숭정제 - 심유경 † - 양소훈 - 양방형 - 양원 † | - 양호 - 오유충 - 오종도 - 유정 - 이령 - 이방춘 - 이여송 | - 이여백 - 이유승 † - 이종성 - 임세록 - 장국충 † - 장보지 - 장세작 - 장표 † | - 조승훈 - 전세정 - 진린 - 진유격 - 천만리 - 천총 † - 팽신고 - 황응양 |

### 일본
| - 가시바루 우시노스케 † - 가스야 다케노리 - 가토 기요마사 - 가토 미쓰야스 - 가토 요시아키 - 가토 우마노조 - 간 마사카게 † - 간 미치나가 - 구쓰키 모토쓰나 - 게야무라 로쿠스케 † - 고니시 안토니오 † - 고니시 요시치로 † - 고니시 유키나가 - 고바야카와 다카카게 - 고바야카와 히데아키 - 구로다 나가마사 - 구로다 요시타카 - 구루시마 미치후사 † - 구와나 치카카쓰 † - 구키 요시타카 - 기무라 시게코레 - 기무라 토모키요 † - 깃카와 히로이에 | - 나베시마 나오시게 - 나카가와 히데마사 † - 다구치 야스케 † - 다니 모리토모 - 다치바나 무네시게 - 다치바나 야스히로 - 다테 마사무네 - 도도 다카토라 - 도요토미 히데요시 † - 도요토미 히데카쓰 - 도쿠가와 이에야스 - 도쿠이 미치유키 † - 레이제 모토미츠 † - 마나베 사마노조 † - 마시타 나가모리 - 마에노 나가야스 - 마츠라 사다무 † - 마츠라 시게노부 - 마츠이 토모유키 † - 모리 가쓰노부 | - 모리 데루모토 - 모리 무라하루 † - 모토시마 마타사부로 † - 무라카미 가게치카 - 미야베 나가후사 - 벳쇼 요시하루 - 삿사 마사모토 - 소 요시토시 - 스모토 미치타카 † - 시마즈 요시히로 - 아리마 하루노부 - 아와타 한시치 † - 아사노 요시나가 - 아소누마 모토히데 † - 야마구치 요사우에몬 † - 안코쿠지 에케이 - 야나가와 시게노부 - 오모리 로구다유 † - 오아노 다네모토 † - 오아노 다네하카루 † - 오타니 요시쓰구 - 오토모 요시무네 - 와타나베 시치에몬 † - 와타메 시키부 † - 와키자카 사헤에 † | - 와키자카 야스하루 - 요네모토 스게지로 † - 요시미 모토요리 - 요코하마 가케요시 † - 우에스기 가게카쓰 - 우키타 히데이에 - 이시다 미쓰나리 - 이코마 지카마사 - 이쿠다 우베에 † - 이토 스케타카/스케타케 - 조소카베 모토치카 - 츠노시 이에요리 † - 도다 가즈타카 - 코우소카베 치카우지 † - 하세가와 히데카즈 - 하라다 노부타네 † - 하치스카 이에마사 - 하타 노부토키 † - 호소카와 겐바노조 - 호소카와 다다오키 - 후쿠시마 마사노리 - 히다카 고노무 † - 히비야 아고스트 † |

## 같이 보기
- 임진왜란 해전 목록
- 임진왜란 전투 목록
- 만력삼대정
- 대마도 정벌
- 거북선
- 판옥선
- 북로남왜
- 왜성 (건축)
- 귀무덤
- 의주파천
- 호랑이
- 문화재 반환
- 항왜와 순왜
- 임진왜란 군대 목록
- 월하의 침략자
- 병자호란
- 간양록(看羊錄)
- 징비록
- 연려실기술
- 양부하(梁敷河)
- 피로인(被虜人)
- 왜관
- 왕직 (명나라)
- 대항해시대
- 철포전래(일본어판)
- 포르투갈의 발견(pt:Descobrimentos portugueses)
- 일본-포르투갈의 관계(ja:日本とポルトガルの関係, pt:Relações entre Japão e Portugal)
- 예수회
  - 일본의 기독교
    - 일본 로마가톨릭의 역사
    - 기리시탄 다이묘
    - 프란치스코 하비에르
    - 그레고리오 데 세스페데스(es:Gregorious de Cespedes)
    - 가스파 빌레라(Gaspar Vilela) - '그레고리오 데 세스페데스' 대신에 원래 조선에 오기로 했던 신부
- 해귀(海鬼) - 명나라 군대가 데려온 포르투갈 용병
- 사세용(史世用) - 조선에 온 명나라 첩보원
- 빈센트 권 - 임진왜란 때 일본으로 끌려간 후 조선인 최초로 카톨릭 세례를 받았다
- 나에시로가와
  - 다마야마 신사(玉山神社) - 가고시마현 히오키시에 있는 단군을 모셨던 신사
- 데지마
  - 난학
- 정유재란

## 임진왜란을 소재로 하는 작품

### PC 게임
- 임진록
- 임진록 2
- 충무공전
- 충무공전 2: 난세영웅편

## 참고 자료
- 이 문서에는 다음커뮤니케이션(현 카카오)에서 GFDL 또는 CC-SA 라이선스로 배포한 글로벌 세계대백과사전의 〈임진왜란〉 항목을 기초로 작성된 글이 포함되어 있습니다.